# Scarabaeidae
Los escarabajos (aunque este nombre también se aplica a otros Coleoptera) o Scarabaeidae son una de las grandes familias de coleópteros con casi treinta mil especies descritas. Su tamaño oscila entre 2 y 180 mm, y algunas de sus especies se cuentan entre los insectos actuales más voluminosos (Goliathus spp., Dynastes hercules). Entre los escarabeidos se encuentran coleópteros tan populares como los escarabajos peloteros (géneros Scarabaeus, Canthon, Gymnopleurus, Sisyphus, etc.).
Las antenas de los insectos de esta familia tienen forma de maza, cuyo extremo puede abrirse formando un abanico de folíolos. La punta del abdomen está descubierta debido a los élitros normalmente truncados. La mayoría de las especies vuelan bien. Varias de estas especies estridulan frotando el extremo de sus élitros contra el lado dorsal de su abdomen. Esta amplia familia incluye coprófagos y saproxilófagos que son perjudiciales para las plantas.
Muchas especies son muy preciadas por los coleccionistas, existiendo un comercio internacional, no siempre legal, ya que algunas están protegidas por la ley.
Algunas de las subfamilias listadas en la ficha de taxón han sido consideradas en un momento u otro como familias independientes (Passalinae, Aphodiinae, Cetoniinae, Melolonthinae, etc.) Mientras algunas subfamilias anteriormente en Scarabaeidae han sido elevadas a familias independientes (Pleocomidae, Glaresidae, Glaphyridae, Ochodaeidae y Geotrupidae).

## Características
Se caracterizan por tener las antenas lameladas, formadas por once artejos, de los cuales los tres últimos forman una maza laminar o arrosetada; pueden estar agrupados en una sola masa o abiertos como dedos cuando están tratando de percibir olores. El clípeo está completamente fusionado con la frente y el labro queda oculto bajo el clípeo. Sus patas son de tipo caminador, excavador y su fórmula tarsal es 5-5-5 (en ocasiones pueden faltar los tarsos anteriores y las uñas en todas las patas). El color puede ser negro, azul, verde, pardo, amarillo o rojo, a veces iridiscente, metálico, brillante o contrastado con marcas oscuras. Es frecuente el dimorfismo sexual acentuado. El abdomen tiene seis esternitos visibles.

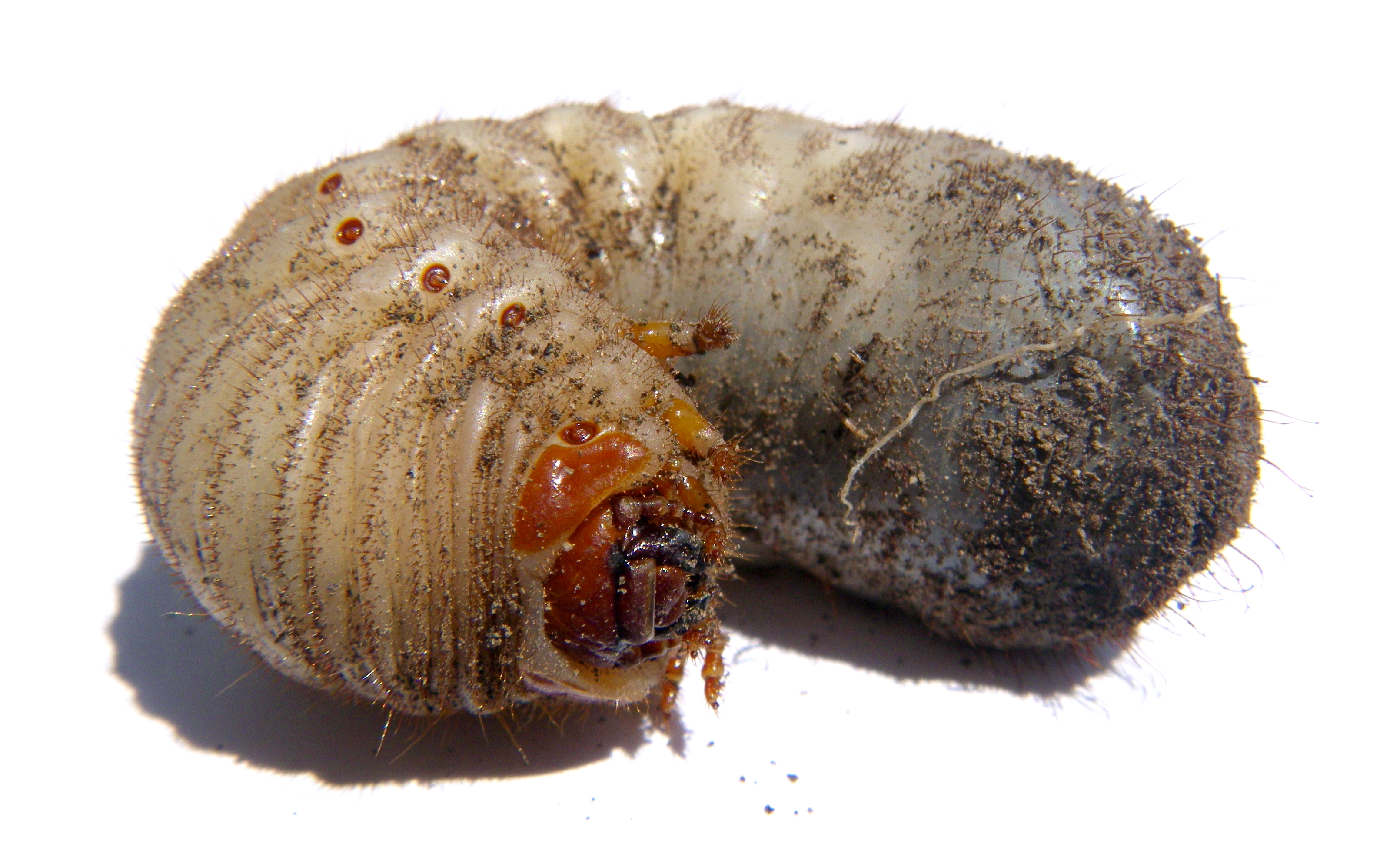
Larva de escarabajo de Australia.

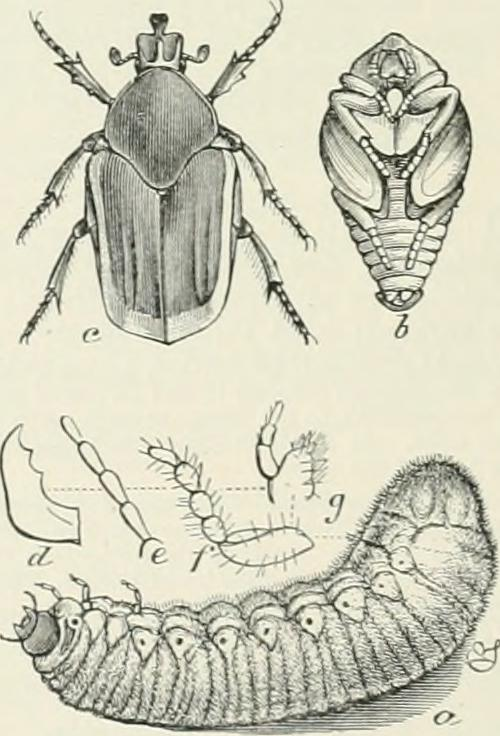
Allorhina nitida: a. Larva, b. Pupa, c. adulto. d,e,f,g. Piezas bucales.

## Larva
La larva se curva en forma de C. Suele ser de color blanco o crema. Se les suele llamar gusanos blancos o gallina ciega en México. Los gusanos blancos más abundantes en España pertenecen a la especie Anoxia villosa. Otra especie es Melolontha melolontha, pero es muy escasa en España; muy abundante en Francia y toda Europa. Otros gusanos blancos menos importantes son Phyllopertha horticola, Tropinota hirta, Melolontha hippocastani, etc. Son larvas gruesas, blancas y arqueadas. El adulto mide 3 cm y la larva 4 cm. Son larvas de vida larga: duran tres o cuatro años antes de convertirse en escarabajo. Cuando llegan los fríos, profundizan en el terreno e invernan. Las larvas de gusanos blancos  viven en el suelo y comen las raíces de un gran número de especies ornamentales (plaga polífaga). Las hojas se vuelven amarillas y se marchitan.

## Historia natural
Presentan una enorme diversidad, tanto en aspecto como en modos de vida. Algunos se alimentan de materias fecales (coprófagos) (Scarabaeinae, Aphodiinae), otros de madera en descomposición, Dynastinae), las larvas de algunas especies viven en el suelo y se alimentan de raíces, algunos son plagas agrícolas (ejemplo Popillia japonica). Muchos otros se alimentan de flores u hojas (Rutelinae, Cetoniinae, Melolonthinae), etc.

## Antiguo Egipto
En el Antiguo Egipto la religión egipcia antigua, veneraba como sagrado al escarabajo pelotero ahora conocido como Scarabaeus sacer (anteriormente Ateuchus sacer). Los amuletos egipcios que representaban a los escarabajos sagrados se comercializaban en todo el mundo mediterráneo.

## Evidencia fósil
Durante mucho tiempo se consideró que el Scarabaeidae fósil más antiguo era Aphodiites protogaeus (Heer, 1865). Éste fue aceptado por Crowson como el representante más antiguo de Polyphaga de todos los tiempos. Estudios recientes dudan de la clasificación. Por tanto, el fósil sin rasgos podría pertenecer perfectamente a "cualquier familia de escarabajos ovales". Sólo hay un fósil recién descubierto, excelentemente conservado, del Jurásico de China, que se colocó en una nueva familia (extinta) Alloioscarabaeidae.  La propia familia Scarabaeidae fue documentada por primera vez por hallazgos del Cretácico. hallazgos. Otros especímenes del ámbar del Cretácico del Líbano son ilustrados por Poinar, pero aún no han sido descritos científicamente. Además, la familia está representada por varios géneros en Ámbar báltico y Ámbar dominicano. (ambos del Terciario).

## Especies
La familia Scarabaeidae comprende las siguientes especies:
- -{Acoma arizonica Brown, 1929}-
- -{Acoma brunnea Casey, 1889}-
- -{Acoma cazieri Saylor, 1948}-
- -{Acoma confusa Van Dyke, 1928}-
- -{Acoma conjuncta Howden, 1962}-
- -{Acoma dilemma Saylor, 1948}-
- -{Acoma diminiata Howden, 1958}-
- -{Acoma evansi Howden, 1962}-
- -{Acoma gibsoni Howden, 1962}-
- -{Acoma glabrata Cazier, 1953}-
- -{Acoma granulifrons Howden, 1958}-
- -{Acoma incognita Howden, 1958}-
- -{Acoma knulli Howden, 1958}-
- -{Acoma leechi Cazier, 1953}-
- -{Acoma martini Howden, 1962}-
- -{Acoma mimica Howden, 1962}-
- -{Acoma minuta Cazier, 1953}-
- -{Acoma mixta Howden, 1958}-
- -{Acoma ochlera Howden, 1958}-
- -{Acoma parva Howden, 1958}-
- -{Acoma robusta Van Dyke, 1928}-
- -{Acoma rossi Saylor, 1948}-
- -{Acoma rufula Howden, 1958}-
- -{Acoma seticollis Howden, 1958}-
- -{Acoma sexfoliata Saylor, 1948}-
- -{Acoma stathamae Cazier, 1953}-
- -{Acrossus rubripennis (Horn, 1870)}-
- -{Acrossus rufipes (Linnaeus, 1758)}-
- -{Adoretus compressus (Weber, 1801)}-
- -{Adoretus sinicus Burmeister, 1855}-
- -{Aegialia amplipunctata Gordon and Cartwright, 1988}-
- -{Aegialia arenaria (Fabricius, 1787)}-
- -{Aegialia blanchardi Horn, 1887}-
- -{Aegialia carri Gordon and Cartwright, 1988}-
- -{Aegialia cartwrighti Stebnicka, 1977}-
- -{Aegialia concinna Gordon and Cartwright, 1977}-
- -{Aegialia conferta Horn, 1871}-
- -{Aegialia convexa Fall, 1932}-
- -{Aegialia crassa LeConte, 1857}-
- -{Aegialia crescenta Gordon and Cartwright, 1977}-
- -{Aegialia criddlei Brown, 1931}-
- -{Aegialia cylindrica (Eschscholtz, 1822)}-
- -{Aegialia exarata Mannerheim, 1853}-
- -{Aegialia hardyi Gordon and Cartwright, 1977}-
- -{Aegialia kelsoi Gordon and Cartwright, 1988}-
- -{Aegialia knighti Gordon and Rust, 1997}-
- -{Aegialia lacustris LeConte, 1850}-
- -{Aegialia latispina LeConte, 1878}-
- -{Aegialia magnifica Gordon and Cartwright, 1977}-
- -{Aegialia mcclevei Gordon, 1990}-
- -{Aegialia nana Brown, 1931}-
- -{Aegialia nigrella Brown, 1931}-
- -{Aegialia opaca Brown, 1931}-
- -{Aegialia opifex Horn, 1887}-
- -{Aegialia punctata Brown, 1931}-
- -{Aegialia spinosa Gordon and Cartwright, 1988}-
- -{Aegialia terminalis Brown, 1931}-
- -{Agoliinus albertanus (Brown, 1928)}-
- -{Agoliinus aleutus (Eschscholtz, 1822)}-
- -{Agoliinus anthracus Gordon and Skelley, 2007}-
- -{Agoliinus aquilonarius (Brown, 1928)}-
- -{Agoliinus ashworthi (Gordon, 2006)}-
- -{Agoliinus bidentatus (Schmidt, 1907)}-
- -{Agoliinus canadensis (Garnett, 1920)}-
- -{Agoliinus congregatus (Mannerheim, 1853)}-
- -{Agoliinus corruptor (Brown, 1929)}-
- -{Agoliinus cruentatus (LeConte, 1878)}-
- -{Agoliinus explanatus (LeConte, 1878)}-
- -{Agoliinus guttatus (Eschscholtz, 1823)}-
- -{Agoliinus hatchi Gordon and Skelley, 2007}-
- -{Agoliinus idahoensis Gordon and Skelley, 2007}-
- -{Agoliinus incommunis (Fall, 1932)}-
- -{Agoliinus ingenursus Gordon and Skelley, 2007}-
- -{Agoliinus leopardus (Horn, 1870)}-
- -{Agoliinus malkini (Hatch, 1971)}-
- -{Agoliinus manitobensis (Brown, 1928)}-
- -{Agoliinus piceatus (Robinson, 1946)}-
- -{Agoliinus plutonicus (Fall, 1907)}-
- -{Agoliinus poudreus Gordon and Skelley, 2007}-
- -{Agoliinus praealtus Gordon and Skelley, 2007}-
- -{Agoliinus sigmoideus (Van Dyke, 1918)}-
- -{Agoliinus wickhami (Brown, 1928)}-
- -{Agrilinellus nuriae Dellacasa, Dellacasa and Gordon, 2008}-
- -{Agrilinellus ornatus (Schmidt, 1911)}-
- -{Aidophus parcus (Horn, 1887)}-
- -{Aidophus skelleyi Harpootlian and Gordon, 2002}-
- -{Alloblackburneus aegrotus (Horn, 1870)}-
- -{Alloblackburneus cavidomus (Brown, 1927)}-
- -{Alloblackburneus cynomysi (Brown, 1927)}-
- -{Alloblackburneus fordi (Gordon, 1974)}-
- -{Alloblackburneus geomysi (Cartwright, 1939)}-
- -{Alloblackburneus guadalajarae M. Dellacasa, G. Dellacasa and Gordon, 2011}-
- -{Alloblackburneus ibanezbernali M. Dellacasa, G. Dellacasa and Gordon, 2011}-
- -{Alloblackburneus lentus (Horn, 1870)}-
- -{Alloblackburneus rubeolus (Palisot de Beauvois, 1809)}-
- -{Alloblackburneus saylori (Hinton, 1934)}-
- -{Alloblackburneus tenuistriatus (Horn, 1887)}-
- -{Alloblackburneus troglodytes (Hubbard, 1894)}-
- -{Amblonoxia bidentata (Fall, 1932)}-
- -{Amblonoxia carpenteri (LeConte, 1876)}-
- -{Amblonoxia fieldi (Fall, 1908)}-
- -{Amblonoxia harfordi (Casey, 1889)}-
- -{Amblonoxia palpalis (Horn, 1880)}-
- -{Amblonoxia riversi (Casey, 1895)}-
- -{Amphimallon majale (Razumowski, 1789)}-
- -{Ancognatha manca (LeConte, 1866)}-
- -{Annegialia ataeniformis Howden, 1971}-
- -{Anomala adscita (Robinson, 1941)}-
- -{Anomala antennata Schaeffer, 1906}-
- -{Anomala arida Casey, 1915}-
- -{Anomala beckeri Ohaus, 1897}-
- -{Anomala binotata (Gyllenhal, 1817)}-
- -{Anomala butleri (Howden, 1955)}-
- -{Anomala carinifrons Bates, 1888}-
- -{Anomala carlsoni Hardy, 1976}-
- -{Anomala castaniceps Bates, 1888}-
- -{Anomala cavifrons LeConte, 1867}-
- -{Anomala centralis LeConte, 1863}-
- -{Anomala chevrolati Bates, 1888}-
- -{Anomala cincta Say, 1835}-
- -{Anomala crinicollis Ohaus, 1902}-
- -{Anomala delicata Casey, 1915}-
- -{Anomala diabla Potts, 1976}-
- -{Anomala digressa Casey, 1915}-
- -{Anomala discoidalis Bates, 1888}-
- -{Anomala dubia (Scopoli, 1763)}-
- -{Anomala ellipsis Casey, 1915}-
- -{Anomala exigua (Schwarz, 1878)}-
- -{Anomala eximia Potts, 1976}-
- -{Anomala flavilla Bates, 1888}-
- -{Anomala flavipennis Burmeister, 1844}-
- -{Anomala flohri Ohaus, 1897}-
- -{Anomala foraminosa Bates, 1888}-
- -{Anomala hardyorum Potts, 1976}-
- -{Anomala histrionella Bates, 1888}-
- -{Anomala imperialae Potts, 1976}-
- -{Anomala innuba (Fabricius, 1787)}-
- -{Anomala insitiva Robinson, 1938}-
- -{Anomala kanei Potts, 1976}-
- -{Anomala lucicola (Fabricius, 1798)}-
- -{Anomala ludoviciana Schaeffer, 1906}-
- -{Anomala marginata (Fabricius, 1793)}-
- -{Anomala mendica Casey, 1915}-
- -{Anomala nimbosa Casey, 1915}-
- -{Anomala oblivia Horn, 1884}-
- -{Anomala orientalis (Waterhouse, 1875)}-
- -{Anomala parvula Burmeister, 1844}-
- -{Anomala peninsularis Schaeffer, 1906}-
- -{Anomala robinsoni Potts, 1974}-
- -{Anomala sabinae Potts, 1976}-
- -{Anomala semilivida LeConte, 1878}-
- -{Anomala suavis Potts, 1976}-
- -{Anomala sulcatula Burmeister, 1844}-
- -{Anomala tibialis Schaeffer, 1906}-
- -{Anomala umbra Casey, 1915}-
- -{Anomala undulata Melsheimer, 1845}-
- -{Anomalacra clypealis (Schaeffer, 1907)}-
- -{Anoplognatho dunnianus Rivers, 1888}-
- -{Apeltastes elongatus Howden, 1968}-
- -{Aphodius fimetarius (Linnaeus, 1758)}-
- -{Aphonus brevicruris Cartwright, 1944}-
- -{Aphonus castaneus (Melsheimer, 1845)}-
- -{Aphonus densicauda Casey, 1915}-
- -{Aphonus texanus Gill and Howden, 1985}-
- -{Aphonus tridentatus (Say, 1823)}-
- -{Aphonus variolosus (LeConte, 1847)}-
- -{Aphotaenius carolinus (Van Dyke, 1928)}-
- -{Aphotaenius howdeni Cartwright, 1963}-
- -{Archophileurus cribrosus (LeConte, 1854)}-
- -{Arctodium discolor (Erichson, 1835)}-
- -{Arctodium mahdii Hawkins, 2006}-
- -{Arctodium planum (Blanchard, 1850)}-
- -{Arctodium vulpinum (Erichson, 1835)}-
- -{Ataeniopsis duncani (Cartwright, 1974)}-
- -{Ataeniopsis edistoi (Cartwright, 1974)}-
- -{Ataeniopsis figurator (Harold, 1874)}-
- -{Ataeniopsis parkeri (Cartwright, 1974)}-
- -{Ataeniopsis rugopygus (Cartwright, 1974)}-
- -{Ataeniopsis saxatilis (Cartwright, 1944)}-
- -{Ataenius abditus (Haldeman, 1848)}-
- -{Ataenius aequalis Harold, 1880}-
- -{Ataenius alternatus (Melsheimer, 1845)}-
- -{Ataenius apicalis Hinton, 1937}-
- -{Ataenius barberi Cartwright, 1974}-
- -{Ataenius brevicollis (Wollaston, 1854)}-
- -{Ataenius brevis Fall, 1930}-
- -{Ataenius californicus Horn, 1887}-
- -{Ataenius carinator Harold, 1874}-
- -{Ataenius castaniellus Bates, 1887}-
- -{Ataenius cognatus (LeConte, 1858)}-
- -{Ataenius confertus Fall, 1909}-
- -{Ataenius crenulatus Schmidt, 1910}-
- -{Ataenius cribrithorax Bates, 1887}-
- -{Ataenius cylindrus Horn, 1871}-
- -{Ataenius desertus Horn, 1871}-
- -{Ataenius ecruensis Stebnicka and Lago, 2005}-
- -{Ataenius erratus Fall, 1930}-
- -{Ataenius exiguus Brown, 1932}-
- -{Ataenius fattigi Cartwright, 1948}-
- -{Ataenius glaseri Cartwright, 1974}-
- -{Ataenius gracilis (Melsheimer, 1845)}-
- -{Ataenius heinekeni (Wollaston, 1854)}-
- -{Ataenius hesperius Cartwright, 1974}-
- -{Ataenius hirsutus Horn, 1871}-
- -{Ataenius imbricatus (Melsheimer, 1845)}-
- -{Ataenius inquisitus Horn, 1887}-
- -{Ataenius insculptus Horn, 1887}-
- -{Ataenius languidus Schmidt, 1911}-
- -{Ataenius liogaster Bates, 1887}-
- -{Ataenius lobatus Horn, 1871}-
- -{Ataenius miamii Cartwright, 1934}-
- -{Ataenius oklahomensis Brown, 1930}-
- -{Ataenius opatrinus Harold, 1867}-
- -{Ataenius ovatulus Horn, 1871}-
- -{Ataenius pacificus (Sharp, 1879)}-
- -{Ataenius peregrinator Harold, 1877}-
- -{Ataenius picinus Harold, 1867}-
- -{Ataenius platensis (Blanchard, 1847)}-
- -{Ataenius puncticollis LeConte, 1868}-
- -{Ataenius robustus Horn, 1871}-
- -{Ataenius scabrelloides Petrovitz, 1962}-
- -{Ataenius scabrellus Schmidt, 1909}-
- -{Ataenius sculptor Harold, 1868}-
- -{Ataenius setiger Bates, 1887}-
- -{Ataenius spretulus (Haldeman, 1848)}-
- -{Ataenius stephani Cartwright, 1974}-
- -{Ataenius stercorator (Fabricius, 1775)}-
- -{Ataenius strigatus (Say, 1823)}-
- -{Ataenius texanus Harold, 1874}-
- -{Ataenius utahensis Cartwright, 1974}-
- -{Ataenius vandykei Cartwright, 1974}-
- -{Ataenius waltherhorni Balthasar, 1938}-
- -{Ataenius wenzelii Horn, 1887}-
- -{Ateuchus floridensis Génier, 2000}-
- -{Ateuchus histeroides Weber, 1801}-
- -{Ateuchus illaesum (Harold, 1868)}-
- -{Ateuchus lecontei (Harold, 1868)}-
- -{Ateuchus rodriguezi (Preudhomme de Borre, 1886)}-
- -{Ateuchus texanus (Robinson, 1948)}-
- -{Australaphodius frenchi (Blackburn, 1892)}-
- -{Ballucus barri (Gordon, 2006)}-
- -{Ballucus bruneaui Gordon and Skelley, 2007}-
- -{Ballucus obtusus (LeConte, 1878)}-
- -{Ballucus oregonus Gordon and Skelley, 2007}-
- -{Blackburneus amazonicus M. Dellacasa, G. Dellacasa and Gordon, 2011}-
- -{Blackburneus argentinensis (Schmidt, 1909)}-
- -{Blackburneus caracaensis (Petrovitz, 1970)}-
- -{Blackburneus charmionus (Bates, 1887)}-
- -{Blackburneus diminutus (Bates, 1887)}-
- -{Blackburneus erythrinus (Bates, 1887)}-
- -{Blackburneus furcatus (Schmidt, 1909)}-
- -{Blackburneus guatemalensis (Bates, 1887)}-
- -{Blackburneus indio (Petrovitz, 1973)}-
- -{Blackburneus laxepunctatus (Schmidt, 1910)}-
- -{Blackburneus richteri (Schmidt, 1911)}-
- -{Blackburneus sanfilippoi M. Dellacasa, G. Dellacasa and Gordon, 2011}-
- -{Blackburneus saylorea (Robinson, 1940)}-
- -{Blackburneus stercorosus (Melsheimer, 1844)}-
- -{Blackburneus surinamensis M. Dellacasa, G. Dellacasa and Gordon, 2011}-
- -{Blackburneus teposcolulaensis M. Dellacasa, G. Dellacasa and Gordon, 2011}-
- -{Blackburneus thomasi M. Dellacasa, G. Dellacasa and Gordon, 2011}-
- -{Blackburneus xanthus (Bates, 1887)}-
- -{Caelius browni (Saylor, 1934)}-
- -{Caelius humeralis (Brown, 1931)}-
- -{Caelius montana (Brown, 1931)}-
- -{Caelius rufescens (Horn, 1887)}-
- -{Calamosternus granarius (Linnaeus, 1767)}-
- -{Caligodorus opacus (LeConte, 1872)}-
- -{Caligodorus tuberosus (Barrett, 1932)}-
- -{Caligodorus vandykei (Barrett, 1931)}-
- -{Calomacraspis splendens (Burmeister, 1844)}-
- -{Canthidium laetum Harold, 1867}-
- -{Canthidium macclevei Kohlmann and Solís, 2006}-
- -{Canthidium pseudopuncticolle Solís and Kohlmann, 2004}-
- -{Canthon bisignatus Balthasar, 1939}-
- -{Canthon chalcites (Haldeman, 1843)}-
- -{Canthon coahuilensis Howden, 1966}-
- -{Canthon cyanellus LeConte, 1859}-
- -{Canthon depressipennis LeConte, 1859}-
- -{Canthon ebenus (Say, 1823)}-
- -{Canthon femoralis (Chevrolat, 1834)}-
- -{Canthon forreri Bates, 1887}-
- -{Canthon humectus (Say, 1832)}-
- -{Canthon imitator Brown, 1946}-
- -{Canthon indigaceus LeConte, 1866}-
- -{Canthon lecontei Harold, 1868}-
- -{Canthon melanus Robinson, 1948}-
- -{Canthon mixtus Robinson, 1948}-
- -{Canthon obliquus Horn, 1894}-
- -{Canthon pilularius (Linnaeus, 1758)}-
- -{Canthon praticola LeConte, 1859}-
- -{Canthon probus (Germar, 1824)}-
- -{Canthon puncticollis LeConte, 1866}-
- -{Canthon simplex LeConte, 1857}-
- -{Canthon vigilans LeConte, 1858}-
- -{Canthon viridis (Palisot de Beauvois, 1805)}-
- -{Centrochilus howdeni Krikken, 1976}-
- -{Cephalocyclus bordati Dellacasa, Dellacasa and Gordon, 2007}-
- -{Cephalocyclus carmenae Dellacasa, Dellacasa and Gordon, 2007}-
- -{Cephalocyclus durangoensis (Bates, 1887)}-
- -{Cephalocyclus fuliginosus (Harold, 1863)}-
- -{Cephalocyclus gravidus (Harold, 1863)}-
- -{Cephalocyclus hogei (Bates, 1887)}-
- -{Cephalocyclus howdenorum Dellacasa, Dellacasa and Gordon, 2007}-
- -{Cephalocyclus lagoi Dellacasa, Dellacasa and Gordon, 2007}-
- -{Cephalocyclus luteolus (Horn, 1887)}-
- -{Cephalocyclus majomaensis M. Dellacasa, G. Dellacasa and Gordon, 2013}-
- -{Cephalocyclus mexicanus (Harold, 1862)}-
- -{Cephalocyclus potosinus Dellacasa, Dellacasa and Gordon, 2007}-
- -{Cephalocyclus pullatus (Schmidt, 1913)}-
- -{Cephalocyclus rockefelleri Dellacasa, Dellacasa and Gordon, 2007}-
- -{Chaunocolus cornutus Saylor, 1937}-
- -{Chilothorax distinctus (Müller, 1776)}-
- -{Chlorixanthe propinqua (Gory and Percheron, 1833)}-
- -{Chnaunanthus chapini Saylor, 1937}-
- -{Chnaunanthus discolor Burmeister, 1844}-
- -{Chnaunanthus flavipennis (Horn, 1867)}-
- -{Chrysina adelaida (Hope, 1840)}-
- -{Chrysina beckeri Bates, 1889}-
- -{Chrysina beyeri (Skinner, 1905)}-
- -{Chrysina brevis (Rothschild and Jordan, 1894)}-
- -{Chrysina erubescens Bates, 1889}-
- -{Chrysina flohri (Ohaus, 1905)}-
- -{Chrysina gloriosa (LeConte, 1854)}-
- -{Chrysina lecontei (Horn, 1882)}-
- -{Chrysina plusiotina (Ohaus, 1912)}-
- -{Chrysina psittacina (Sturm, 1843)}-
- -{Chrysina woodii (Horn, 1885)}-
- -{Cinacanthus coquilletti (Linell, 1896)}-
- -{Cinacanthus crenicollis (Fall, 1932)}-
- -{Cinacanthus crescentus Gordon and Skelley, 2007}-
- -{Cinacanthus hirsutus (Brown, 1928)}-
- -{Cinacanthus militaris (LeConte, 1858)}-
- -{Cinacanthus ulkei (Gordon, 2006)}-
- -{Coelotrachelus kuntzeni (Schmidt, 1913)}-
- -{Coelotrachelus rudis (LeConte, 1878)}-
- -{Coelotrachelus symbius Gordon and Howden, 1973}-
- -{Coenonycha acuta Cazier, 1943}-
- -{Coenonycha ampla Cazier, 1943}-
- -{Coenonycha barri Cazier, 1943}-
- -{Coenonycha bowlesi Cazier, 1943}-
- -{Coenonycha clementina Casey, 1909}-
- -{Coenonycha clypeata McClay, 1943}-
- -{Coenonycha crispata McClay, 1943}-
- -{Coenonycha dimorpha Evans, 1986}-
- -{Coenonycha fuga Cazier, 1943}-
- -{Coenonycha fulva McClay, 1943}-
- -{Coenonycha fusca McClay, 1943}-
- -{Coenonycha globosa McClay, 1943}-
- -{Coenonycha hageni Cazier, 1943}-
- -{Coenonycha lurida Cazier, 1943}-
- -{Coenonycha mediata Cazier, 1943}-
- -{Coenonycha ochreata Evans, 1986}-
- -{Coenonycha ovatis McClay, 1943}-
- -{Coenonycha ovipennis Horn, 1876}-
- -{Coenonycha pallida Cazier, 1943}-
- -{Coenonycha parvula Fall, 1901}-
- -{Coenonycha pascuensis Potts, 1945}-
- -{Coenonycha purshiae Cazier, 1943}-
- -{Coenonycha pygmaea Smith, 1986}-
- -{Coenonycha rotundata (LeConte, 1856)}-
- -{Coenonycha rubida McClay, 1943}-
- -{Coenonycha santacruzae Evans, 1986}-
- -{Coenonycha saylori Cazier, 1943}-
- -{Coenonycha scotti McClay, 1943}-
- -{Coenonycha sleeperi Evans, 1988}-
- -{Coenonycha socialis Horn, 1876}-
- -{Coenonycha stohleri Saylor, 1935}-
- -{Coenonycha testacea Cazier, 1937}-
- -{Coenonycha tingi Cazier, 1937}-
- -{Coenonycha utahensis McClay, 1943}-
- -{Colobopterus erraticus (Linnaeus, 1758)}-
- -{Copris arizonensis Schaeffer, 1906}-
- -{Copris fricator (Fabricius, 1787)}-
- -{Copris gopheri Hubbard, 1894}-
- -{Copris howdeni Matthews and Halffter, 1959}-
- -{Copris incertus Say, 1835}-
- -{Copris inemarginatus Blatchley, 1918}-
- -{Copris klugi Harold, 1869}-
- -{Copris laeviceps Harold, 1862}-
- -{Copris lecontei Matthews, 1962}-
- -{Copris lugubris Boheman, 1858}-
- -{Copris macclevei Warner, 1990}-
- -{Copris martinezi Matthews and Halffter, 1968}-
- -{Copris minutus (Drury, 1773)}-
- -{Copris moechus LeConte, 1854}-
- -{Copris remotus LeConte, 1866}-
- -{Coprophanaeus pluto (Harold, 1863)}-
- -{Coscinocephalus cribrifrons (Schaeffer, 1906)}-
- -{Cotalpa ashleyae LaRue, 1986}-
- -{Cotalpa conclamara Young, 2002}-
- -{Cotalpa consobrina Horn, 1871}-
- -{Cotalpa flavida Horn, 1878}-
- -{Cotalpa lanigera (Linnaeus, 1758)}-
- -{Cotalpa subcribrata Wickham, 1905}-
- -{Cotinis aliena Woodruff, 2008}-
- -{Cotinis antonii (Dugés, 1878)}-
- -{Cotinis boylei Goodrich, 1966}-
- -{Cotinis impia (Fall, 1905)}-
- -{Cotinis laticornis Bates, 1889}-
- -{Cotinis mutabilis (Gory and Percheron, 1833)}-
- -{Cotinis nitida (Linnaeus, 1758)}-
- -{Cotinis orientalis Deloya and Ratcliffe, 1988}-
- -{Cotinis producta Bates, 1889}-
- -{Cotinis rufipennis Bates, 1889}-
- -{Cotinis sinitoc Deloya, Ibañez-Bernal and Nogueira, 2000}-
- -{Cremastocheilus academicus Krikken, 1982}-
- -{Cremastocheilus angularis LeConte, 1857}-
- -{Cremastocheilus armatus Walker, 1866}-
- -{Cremastocheilus beameri Cazier, 1940}-
- -{Cremastocheilus canaliculatus Kirby, 1827}-
- -{Cremastocheilus castaneae Knoch, 1801}-
- -{Cremastocheilus chapini Cazier, 1940}-
- -{Cremastocheilus congener Casey, 1915}-
- -{Cremastocheilus constricollis Cazier, 1940}-
- -{Cremastocheilus crinitus LeConte, 1874}-
- -{Cremastocheilus excavatus Cazier, 1940}-
- -{Cremastocheilus harrisii Kirby, 1827}-
- -{Cremastocheilus hirsutus Van Dyke, 1918}-
- -{Cremastocheilus knochii LeConte, 1853}-
- -{Cremastocheilus lengi Cazier, 1940}-
- -{Cremastocheilus mentalis Cazier, 1940}-
- -{Cremastocheilus mexicanus Schaum, 1841}-
- -{Cremastocheilus nitens LeConte, 1853}-
- -{Cremastocheilus opaculus Horn, 1894}-
- -{Cremastocheilus planatus LeConte, 1863}-
- -{Cremastocheilus planipes Horn, 1885}-
- -{Cremastocheilus pulverulentus Cazier, 1940}-
- -{Cremastocheilus puncticollis Cazier, 1940}-
- -{Cremastocheilus quadratus Fall, 1912}-
- -{Cremastocheilus quadricollis (Casey, 1915)}-
- -{Cremastocheilus retractus LeConte, 1874}-
- -{Cremastocheilus robinsoni Cazier, 1940}-
- -{Cremastocheilus saucius LeConte, 1858}-
- -{Cremastocheilus schaumii LeConte, 1853}-
- -{Cremastocheilus setosifrons (Casey, 1915)}-
- -{Cremastocheilus spinifer Horn, 1885}-
- -{Cremastocheilus squamulosus LeConte, 1858}-
- -{Cremastocheilus stathamae Cazier, 1961}-
- -{Cremastocheilus tomentosus Warner, 1985}-
- -{Cremastocheilus variolosus Kirby, 1826}-
- -{Cremastocheilus westwoodi Horn, 1880}-
- -{Cremastocheilus wheeleri LeConte, 1876}-
- -{Cryptoscatomaseter acuminatus (Cartwright, 1944)}-
- -{Cryptoscatomaseter brevicollis (LeConte, 1878)}-
- -{Cryptoscatomaseter browni (Hinton, 1934)}-
- -{Cryptoscatomaseter caccabatus (Warner and Skelley, 2006)}-
- -{Cryptoscatomaseter captivus (Cartwright, 1944)}-
- -{Cryptoscatomaseter criddlei (Brown, 1928)}-
- -{Cryptoscatomaseter depressiusculus (Schmidt, 1907)}-
- -{Cryptoscatomaseter durangoi (Gordon and Howden, 1973)}-
- -{Cryptoscatomaseter ejectus Gordon and Skelley, 2007}-
- -{Cryptoscatomaseter epulus (Gordon and Howden, 1973)}-
- -{Cryptoscatomaseter excavatus (Robinson, 1940)}-
- -{Cryptoscatomaseter gambrinus (Skelley and Gordon, 2002)}-
- -{Cryptoscatomaseter haldemani (Horn, 1887)}-
- -{Cryptoscatomaseter hubbelli (Skelley and Woodruff, 1991)}-
- -{Cryptoscatomaseter incomptus Gordon and Skelley, 2007}-
- -{Cryptoscatomaseter iowensis (Wickham, 1913)}-
- -{Cryptoscatomaseter magnificens (Robinson, 1940)}-
- -{Cryptoscatomaseter ochreipennis (Horn, 1871)}-
- -{Cryptoscatomaseter oklahomensis (Brown, 1928)}-
- -{Cryptoscatomaseter paulseni (Skelley, 2006)}-
- -{Cryptoscatomaseter pholetus (Skelley and Woodruff, 1991)}-
- -{Cryptoscatomaseter platypleurus (Skelley and Woodruff, 1991)}-
- -{Cryptoscatomaseter punctissimus (Brown, 1928)}-
- -{Cryptoscatomaseter rossi (Cartwright, 1944)}-
- -{Cryptoscatomaseter salsburyi (Gordon, 2006)}-
- -{Cryptoscatomaseter talpoidesi (Brown, 1928)}-
- -{Cryptoscatomaseter umbricollis (Fall, 1907)}-
- -{Cryptoscatomaseter utopensis (Warner and Skelley, 2006)}-
- -{Cryptoscatomaseter yavapai (Robinson, 1946)}-
- -{Cyclocephala aravaipensis Ratcliffe, 1992}-
- -{Cyclocephala arenosa Howden and Endrödi, 1966}-
- -{Cyclocephala barrerai Martínez, 1969}-
- -{Cyclocephala borealis Arrow, 1911}-
- -{Cyclocephala caelestis Delgado and Ratcliffe, 1990}-
- -{Cyclocephala comata Bates, 1888}-
- -{Cyclocephala deceptor (Casey, 1915)}-
- -{Cyclocephala forcipulata Howden and Endrödi, 1966}-
- -{Cyclocephala freudei Endrödi, 1963}-
- -{Cyclocephala hirta LeConte, 1861}-
- -{Cyclocephala knobelae (Brown, 1934)}-
- -{Cyclocephala longula LeConte, 1863}-
- -{Cyclocephala lunulata Burmeister, 1847}-
- -{Cyclocephala lurida Bland, 1863}-
- -{Cyclocephala mafaffa Burmeister, 1847}-
- -{Cyclocephala melanocephala (Fabricius, 1775)}-
- -{Cyclocephala miamiensis Howden and Endrödi, 1966}-
- -{Cyclocephala nigricollis Burmeister, 1847}-
- -{Cyclocephala parallela (Casey, 1915)}-
- -{Cyclocephala pasadenae (Casey, 1915)}-
- -{Cyclocephala pilosicollis Saylor, 1936}-
- -{Cyclocephala puberula LeConte, 1863}-
- -{Cyclocephala regularis Casey, 1915}-
- -{Cyclocephala sanguinicollis Burmeister, 1847}-
- -{Cyclocephala seditiosa LeConte, 1863}-
- -{Cyclocephala sinaloae Howden and Endrödi, 1966}-
- -{Cyclocephala sororia Bates, 1888}-
- -{Cyclocephala sparsa Arrow, 1902}-
- -{Cyclocephala testacea Burmeister, 1847}-
- -{Cyclocephala variabilis Burmeister, 1847}-
- -{Cyclocephala wandae Hardy, 1974}-
- -{Dellacasiellus carpinterius Gordon and Skelley, 2007}-
- -{Dellacasiellus claudus (Fall, 1932)}-
- -{Dellacasiellus concavus (Say, 1823)}-
- -{Dellacasiellus fucosus (Schmidt, 1922)}-
- -{Dellacasiellus glamisensis Gordon and Skelley, 2007}-
- -{Dellacasiellus griffini Gordon and Skelley, 2007}-
- -{Dellacasiellus humboldti Gordon and Skelley, 2007}-
- -{Dellacasiellus kirni (Cartwright, 1944)}-
- -{Dellacasiellus laevigatus (Haldeman, 1848)}-
- -{Dellacasiellus milleri Gordon and Skelley, 2007}-
- -{Dellacasiellus pseudofucosus Gordon and Skelley, 2007}-
- -{Dellacasiellus ruficlarus (Fall, 1932)}-
- -{Deltochilum gibbosum (Fabricius, 1775)}-
- -{Deltochilum scabriusculum Bates, 1887}-
- -{Deltochilum tumidum Howden, 1966}-
- -{Dialytellus dialytoides (Fall, 1907)}-
- -{Dialytellus tragicus (Schmidt, 1916)}-
- -{Dialytes criddlei Brown, 1929}-
- -{Dialytes striatulus (Say, 1825)}-
- -{Dialytes truncatus (Melsheimer, 1845)}-
- -{Dialytes ulkei Horn, 1875}-
- -{Dialytodius carri (Brown, 1929)}-
- -{Dialytodius decipiens (Horn, 1887)}-
- -{Dialytodius olympicus Gordon and Skelley, 2007}-
- -{Dialytodius rogersi (Hatch, 1971)}-
- -{Diapterna dugesi (Bates, 1887)}-
- -{Diapterna hamata (Say, 1824)}-
- -{Diapterna hyperborea (LeConte, 1850)}-
- -{Diapterna omissa (LeConte, 1850)}-
- -{Diapterna pinguella (Brown, 1929)}-
- -{Diapterna pinguis (Haldeman, 1848)}-
- -{Diastictus hawaiiensis Rakovic, 1981}-
- -{Dichelonyx albicollis Burmeister, 1855}-
- -{Dichelonyx backii Kirby, 1837}-
- -{Dichelonyx canadensis Horn, 1876}-
- -{Dichelonyx clypeata Horn, 1876}-
- -{Dichelonyx crumbi Hatch, 1971}-
- -{Dichelonyx decolorata Fall, 1901}-
- -{Dichelonyx diluta Fall, 1901}-
- -{Dichelonyx elongatula (Schönherr, 1817)}-
- -{Dichelonyx fuscula LeConte, 1856}-
- -{Dichelonyx kirbyi Brown, 1946}-
- -{Dichelonyx lateralis Fall, 1901}-
- -{Dichelonyx muscula Fall, 1901}-
- -{Dichelonyx nana Fall, 1901}-
- -{Dichelonyx pallens LeConte, 1856}-
- -{Dichelonyx picea Horn, 1894}-
- -{Dichelonyx pusilla LeConte, 1856}-
- -{Dichelonyx robusta Fall, 1901}-
- -{Dichelonyx subvittata LeConte, 1856}-
- -{Dichelonyx sulcata LeConte, 1856}-
- -{Dichelonyx testaceipennis Fall, 1907}-
- -{Dichelonyx truncata LeConte, 1856}-
- -{Dichelonyx vaga Fall, 1901}-
- -{Dichelonyx valida LeConte, 1856}-
- -{Dichelonyx vandykei Saylor, 1932}-
- -{Dichelonyx vicina Fall, 1901}-
- -{Dichotomius carolinus (Linnaeus, 1767)}-
- -{Dichotomius colonicus (Say, 1835)}-
- -{Dinacoma caseyi Blaisdell, 1930}-
- -{Dinacoma marginata (Casey, 1886)}-
- -{Diplotaxis abnormis Fall, 1909}-
- -{Diplotaxis academia Vaurie, 1960}-
- -{Diplotaxis aenea Blanchard, 1851}-
- -{Diplotaxis aequalis Cazier, 1940}-
- -{Diplotaxis ambigua Fall, 1909}-
- -{Diplotaxis angularis LeConte, 1856}-
- -{Diplotaxis anthracina Fall, 1909}-
- -{Diplotaxis anxia (LeConte, 1856)}-
- -{Diplotaxis arctifrons Bates, 1888}-
- -{Diplotaxis arizonica Schaeffer, 1907}-
- -{Diplotaxis atlantis Fall, 1909}-
- -{Diplotaxis atratula LeConte, 1856}-
- -{Diplotaxis aulacochela Cazier, 1940}-
- -{Diplotaxis australis Vaurie, 1960}-
- -{Diplotaxis bakeri Cazier, 1940}-
- -{Diplotaxis barbarae Vaurie and Cazier, 1955}-
- -{Diplotaxis basalis Fall, 1909}-
- -{Diplotaxis belfragei Fall, 1909}-
- -{Diplotaxis beyeri Schaeffer, 1907}-
- -{Diplotaxis bidentata LeConte, 1856}-
- -{Diplotaxis blanchardi Vaurie, 1956}-
- -{Diplotaxis boops Bates, 1888}-
- -{Diplotaxis bowditchi Fall, 1909}-
- -{Diplotaxis brachyptera Vaurie, 1960}-
- -{Diplotaxis brevicollis LeConte, 1856}-
- -{Diplotaxis brevicornis Cazier, 1940}-
- -{Diplotaxis brevidens LeConte, 1856}-
- -{Diplotaxis brevisetosa Linell, 1896}-
- -{Diplotaxis caelestis Delgado and Capistran, 1993}-
- -{Diplotaxis carbonata LeConte, 1856}-
- -{Diplotaxis catarinas Vaurie and Cazier, 1955}-
- -{Diplotaxis chiricahuae Fall, 1909}-
- -{Diplotaxis circulans Vaurie, 1960}-
- -{Diplotaxis coenonychoides Davidson and Davidson, 2006}-
- -{Diplotaxis commixta Vaurie, 1960}-
- -{Diplotaxis completa Cazier, 1940}-
- -{Diplotaxis conformis Fall, 1909}-
- -{Diplotaxis confusa Fall, 1909}-
- -{Diplotaxis connata Schaeffer, 1905}-
- -{Diplotaxis contracta Bates, 1888}-
- -{Diplotaxis convexilabra Vaurie and Cazier, 1955}-
- -{Diplotaxis corbula Vaurie, 1960}-
- -{Diplotaxis coriacea Bates, 1888}-
- -{Diplotaxis corvina LeConte, 1856}-
- -{Diplotaxis costanera Vaurie, 1958}-
- -{Diplotaxis cribatella Bates, 1889}-
- -{Diplotaxis cribulosa LeConte, 1856}-
- -{Diplotaxis curvaticeps Fall, 1909}-
- -{Diplotaxis dahli Cazier, 1940}-
- -{Diplotaxis decima Vaurie and Cazier, 1955}-
- -{Diplotaxis dentella Fall, 1909}-
- -{Diplotaxis denticeps Bates, 1887}-
- -{Diplotaxis deserta Fall, 1932}-
- -{Diplotaxis dissona Vaurie, 1960}-
- -{Diplotaxis dubia LeConte, 1856}-
- -{Diplotaxis durango Vaurie, 1960}-
- -{Diplotaxis elongata Vaurie, 1960}-
- -{Diplotaxis errans Fall, 1909}-
- -{Diplotaxis exstans Vaurie, 1960}-
- -{Diplotaxis fimbriata Fall, 1909}-
- -{Diplotaxis fissilabris Fall, 1909}-
- -{Diplotaxis fissilis Vaurie and Cazier, 1955}-
- -{Diplotaxis flexa Vaurie, 1960}-
- -{Diplotaxis fossipalpa Fall, 1909}-
- -{Diplotaxis frondicola (Say, 1825)}-
- -{Diplotaxis fulva (LeConte, 1856)}-
- -{Diplotaxis glabrimargo Vaurie and Cazier, 1955}-
- -{Diplotaxis harperi Blanchard, 1851}-
- -{Diplotaxis haydenii LeConte, 1856}-
- -{Diplotaxis hebes Bates, 1888}-
- -{Diplotaxis hirsuta Vaurie, 1958}-
- -{Diplotaxis illustris Fall, 1909}-
- -{Diplotaxis impar Vaurie and Cazier, 1955}-
- -{Diplotaxis incuria Fall, 1932}-
- -{Diplotaxis indigena Vaurie and Cazier, 1955}-
- -{Diplotaxis ingenua Fall, 1909}-
- -{Diplotaxis insignis LeConte, 1861}-
- -{Diplotaxis knausii Schaeffer, 1907}-
- -{Diplotaxis kuschel Vaurie, 1960}-
- -{Diplotaxis languida LeConte, 1878}-
- -{Diplotaxis lengii Fall, 1909}-
- -{Diplotaxis levicosta Fall, 1909}-
- -{Diplotaxis liberta (Germar, 1824)}-
- -{Diplotaxis macronycha Fall, 1909}-
- -{Diplotaxis magna Bates, 1888}-
- -{Diplotaxis marginicollis Fall, 1909}-
- -{Diplotaxis martinezi Delgado and Capistran, 1993}-
- -{Diplotaxis mascula Vaurie, 1960}-
- -{Diplotaxis maura Fall, 1909}-
- -{Diplotaxis megapleura Vaurie, 1958}-
- -{Diplotaxis mentalis Fall, 1909}-
- -{Diplotaxis mima Vaurie and Cazier, 1955}-
- -{Diplotaxis mimosae Fall, 1909}-
- -{Diplotaxis misella Fall, 1909}-
- -{Diplotaxis missionaria Vaurie, 1960}-
- -{Diplotaxis moerens LeConte, 1856}-
- -{Diplotaxis muricata Schaeffer, 1907}-
- -{Diplotaxis mus Fall, 1932}-
- -{Diplotaxis nigriventris Bates, 1887}-
- -{Diplotaxis obregon Vaurie, 1958}-
- -{Diplotaxis obscura LeConte, 1859}-
- -{Diplotaxis ohausi Moser, 1921}-
- -{Diplotaxis pacata LeConte, 1856}-
- -{Diplotaxis pala Vaurie, 1960}-
- -{Diplotaxis parallela Fall, 1909}-
- -{Diplotaxis parpolita Vaurie, 1960}-
- -{Diplotaxis parvicollis Fall, 1909}-
- -{Diplotaxis persisae Cazier, 1940}-
- -{Diplotaxis pilipennis Moser, 1918}-
- -{Diplotaxis pinalica Fall, 1932}-
- -{Diplotaxis planidens Fall, 1909}-
- -{Diplotaxis polita Fall, 1909}-
- -{Diplotaxis profunda Vaurie and Cazier, 1955}-
- -{Diplotaxis puberula LeConte, 1863}-
- -{Diplotaxis pubipes Schaeffer, 1907}-
- -{Diplotaxis pumila Fall, 1909}-
- -{Diplotaxis punctata LeConte, 1856}-
- -{Diplotaxis punctatorugosa Blanchard, 1851}-
- -{Diplotaxis puncticeps Moser, 1918}-
- -{Diplotaxis punctipennis LeConte, 1856}-
- -{Diplotaxis punctulata Horn, 1894}-
- -{Diplotaxis pygidialis Vaurie, 1960}-
- -{Diplotaxis residua Fall, 1909}-
- -{Diplotaxis rex Vaurie, 1958}-
- -{Diplotaxis robertmarki Davidson and Davidson, 2006}-
- -{Diplotaxis rockefelleri Vaurie and Cazier, 1955}-
- -{Diplotaxis rosae Vaurie and Cazier, 1955}-
- -{Diplotaxis rotunda Vaurie, 1960}-
- -{Diplotaxis rudis (LeConte, 1859)}-
- -{Diplotaxis rufa Linell, 1895}-
- -{Diplotaxis rufiola Fall, 1909}-
- -{Diplotaxis saltensis Vaurie, 1960}-
- -{Diplotaxis saylori Cazier, 1940}-
- -{Diplotaxis schaefferi Fall, 1909}-
- -{Diplotaxis semifoveata Fall, 1909}-
- -{Diplotaxis sierrae Fall, 1909}-
- -{Diplotaxis simplex Blanchard, 1851}-
- -{Diplotaxis sonora Vaurie, 1960}-
- -{Diplotaxis sordida (Say, 1825)}-
- -{Diplotaxis sparsa Vaurie, 1960}-
- -{Diplotaxis statura Cazier, 1940}-
- -{Diplotaxis subangulata LeConte, 1856}-
- -{Diplotaxis subcostata Blanchard, 1851}-
- -{Diplotaxis subrugata Moser, 1918}-
- -{Diplotaxis sulcatula Fall, 1909}-
- -{Diplotaxis superflua Vaurie, 1960}-
- -{Diplotaxis tarsalis Schaeffer, 1907}-
- -{Diplotaxis tenebrosa Fall, 1909}-
- -{Diplotaxis tenuis LeConte, 1856}-
- -{Diplotaxis texana LeConte, 1856}-
- -{Diplotaxis thoracica Fall, 1909}-
- -{Diplotaxis trapezifera Bates, 1887}-
- -{Diplotaxis trementina Fall, 1909}-
- -{Diplotaxis tristis Kirby, 1837}-
- -{Diplotaxis truncatula LeConte, 1856}-
- -{Diplotaxis ungulata Cazier, 1940}-
- -{Diplotaxis urbana Vaurie, 1960}-
- -{Diplotaxis vandykei Vaurie, 1958}-
- -{Drepanacanthoides larreae (Horn, 1887)}-
- -{Drepanacanthoides walshii (Horn, 1870)}-
- -{Dynastes granti Horn, 1870}-
- -{Dynastes hyllus Chevrolat, 1843}-
- -{Dynastes tityus (Linnaeus, 1767)}-
- -{Dyscinetus laevicollis Arrow, 1937}-
- -{Dyscinetus morator (Fabricius, 1798)}-
- -{Dyscinetus picipes (Burmeister, 1847)}-
- -{Ectinoplectron oryctoides (Ohaus, 1905)}-
- -{Enema endymion Chevrolat, 1843}-
- -{Euetheola humilis (Burmeister, 1847)}-
- -{Euetheola subglabra (Schaeffer, 1909)}-
- -{Euoniticellus africanus (Harold, 1873)}-
- -{Euoniticellus cubiensis (Laporte, 1840)}-
- -{Euoniticellus intermedius (Reiche, 1849)}-
- -{Euparia castanea LePeletier and Serville, 1828}-
- -{Euparixia duncani Brown, 1927}-
- -{Euparixia mexicana Gordon and McCleve, 2003}-
- -{Euparixia moseri Woodruff and Cartwright, 1967}-
- -{Euphoria anneae (Howden, 1955)}-
- -{Euphoria areata (Fabricius, 1775)}-
- -{Euphoria basalis (Gory and Percheron, 1833)}-
- -{Euphoria biguttata (Gory and Percheron, 1833)}-
- -{Euphoria bispinis (Bates, 1889)}-
- -{Euphoria canescens (Gory and Percheron, 1833)}-
- -{Euphoria casselberryi Robinson, 1937}-
- -{Euphoria devulsa Horn, 1880}-
- -{Euphoria discicollis (Thomson, 1878)}-
- -{Euphoria fascifera (LeConte, 1861)}-
- -{Euphoria fulgida (Fabricius, 1775)}-
- -{Euphoria geminata (Chevrolat, 1835)}-
- -{Euphoria herbacea (Olivier, 1789)}-
- -{Euphoria hirtipes Horn, 1880}-
- -{Euphoria histrionica Thomson, 1878}-
- -{Euphoria inda (Linnaeus, 1758)}-
- -{Euphoria kernii Haldeman, 1852}-
- -{Euphoria leucopyge Bates, 1889}-
- -{Euphoria lineoligera (Blanchard, 1850)}-
- -{Euphoria monticola Bates, 1889}-
- -{Euphoria pilipennis (Kraatz, 1883)}-
- -{Euphoria pulchella (Gory and Percheron, 1833)}-
- -{Euphoria quadricollis Bates, 1889}-
- -{Euphoria schottii (LeConte, 1854)}-
- -{Euphoria sepulchralis (Fabricius, 1801)}-
- -{Euphoria verticalis Horn, 1880}-
- -{Eupleurus subterraneus (Linnaeus, 1758)}-
- -{Flaviellus aggregatus (Gordon, 1977)}-
- -{Flaviellus gordoni (Ratcliffe, 1988)}-
- -{Flaviellus perfimbriatus (Gordon, 1977)}-
- -{Flaviellus phalerioides (Horn, 1870)}-
- -{Flaviellus phalerius Gordon and Skelley, 2007}-
- -{Flaviellus subtruncatus (LeConte, 1878)}-
- -{Fossocarus creoleorum Howden, 1961}-
- -{Genuchinus ineptus (Horn, 1885)}-
- -{Geomyphilus alabama (Skelley and Gordon, 1995)}-
- -{Geomyphilus essigi (Saylor, 1935)}-
- -{Geomyphilus geronimo Gordon and Skelley, 2007}-
- -{Geomyphilus insolitus (Brown, 1928)}-
- -{Geomyphilus kiowensis (Gordon and Salsbury, 1999)}-
- -{Geomyphilus leptotarsis (Brown, 1928)}-
- -{Geomyphilus pinolus Gordon and Skelley, 2007}-
- -{Geomyphilus rubiginosus (Horn, 1870)}-
- -{Geomyphilus russeus (Brown, 1928)}-
- -{Geomyphilus thomomysi (Brown, 1928)}-
- -{Geomyphilus ungulatus (Fall, 1901)}-
- -{Geomyphilus viceversus (Paulsen, 2006)}-
- -{Geopsammodius fuscus Skelley, 2006}-
- -{Geopsammodius hydropicus (Horn, 1887)}-
- -{Geopsammodius morrisi Skelley, 2006}-
- -{Geopsammodius ohoopee Skelley, 2006}-
- -{Geopsammodius relictillus (Deyrup and Woodruff, 1991)}-
- -{Geopsammodius rileyi Skelley, 2006}-
- -{Geopsammodius subpedalis Skelley, 2006}-
- -{Geopsammodius unsidensis Skelley, 2006}-
- -{Geopsammodius withlacoochee Skelley, 2006}-
- -{Gillaspytes janzeni Howden, 1980}-
- -{Gnorimella maculosa (Knoch, 1801)}-
- -{Golofa imperialis Thomson, 1858}-
- -{Golofa xiximeca Morón, 1995}-
- -{Gronocarus autumnalis Schaeffer, 1927}-
- -{Gronocarus inornatus Skelley, 2005}-
- -{Gymnetina cretacea (LeConte, 1866)}-
- -{Gymnetis caseyi Antoine, 2001}-
- -{Gymnopyge coquilletti Linell, 1896}-
- -{Gymnopyge hirsuta Cazier, 1939}-
- -{Gymnopyge hopliaeformis Linell, 1896}-
- -{Gymnopyge pygmaea Linell, 1896}-
- -{Halffterinetis gonzaloi Morón and Nogueira, 2007}-
- -{Halffterinetis violetae Morón and Nogueira, 2007}-
- -{Haroldiataenius buvexus Stebnicka and Skelley, 2009}-
- -{Haroldiataenius convexus (Robinson, 1940)}-
- -{Haroldiataenius griffini (Cartwright, 1974)}-
- -{Haroldiataenius hintoni (Saylor, 1933)}-
- -{Haroldiataenius limbatus (Bates, 1887)}-
- -{Haroldiataenius lucanus (Horn, 1871)}-
- -{Haroldiataenius mariarum (Bates, 1887)}-
- -{Haroldiataenius saramari (Cartwright, 1939)}-
- -{Haroldiataenius semipilosus (Van Dyke, 1928)}-
- -{Haroldiellus lansbergei (Harold, 1874)}-
- -{Haroldiellus sallei (Harold, 1863)}-
- -{Hemiphileurus illatus (LeConte, 1854)}-
- -{Hologymnetis argenteola (Bates, 1889)}-
- -{Hologymnetis cinerea (Gory and Percheron, 1833)}-
- -{Homoiosternus beckeri Ohaus, 1901}-
- -{Hoplia callipyge LeConte, 1856}-
- -{Hoplia cinereonebulosa Nonfried, 1895}-
- -{Hoplia dispar LeConte, 1880}-
- -{Hoplia equina LeConte, 1880}-
- -{Hoplia floridana Fisher, 1918}-
- -{Hoplia gilleti Hardy, 1977}-
- -{Hoplia hirta LeConte, 1880}-
- -{Hoplia laticollis LeConte, 1856}-
- -{Hoplia modesta Haldeman, 1843}-
- -{Hoplia mucorea (Germar, 1824)}-
- -{Hoplia sackenii LeConte, 1880}-
- -{Hoplia trifasciata Say, 1825}-
- -{Hoplia trivialis Harold, 1869}-
- -{Hornietus ventralis (Horn, 1887)}-
- -{Hypothyce burnei Skelley, 2005}-
- -{Hypothyce mixta Howden, 1968}-
- -{Hypothyce osburni (Cartwright, 1967)}-
- -{Hypotrichia spissipes LeConte, 1861}-
- -{Inca clathrata (Olivier, 1792)}-
- -{Irrasinus dumasi Gordon and Skelley, 2007}-
- -{Irrasinus stupidus (Horn, 1870)}-
- -{Isonychus arizonensis Howden, 1959}-
- -{Labarrus lividus (Olivier, 1789)}-
- -{Labarrus pseudolividus Balthasar, 1941}-
- -{Lechorodius lutulentus (Haldeman, 1843)}-
- -{Lechorodius terminalis (Say, 1823)}-
- -{Leiopsammodius acei Harpootlian, Gordon and Woodruff, 2000}-
- -{Leiopsammodius deyrupi Harpootlian, Gordon and Woodruff, 2000}-
- -{Leiopsammodius malkini (Cartwright, 1946)}-
- -{Leiopsammodius ocmulgeei Harpootlian, Gordon and Woodruff, 2000}-
- -{Leptohoplia testaceipennis Saylor, 1935}-
- -{Liatongus californicus (Horn, 1882)}-
- -{Lichnia gallardoi Gutiérrez, 1943}-
- -{Lichnia limbata Erichson, 1835}-
- -{Liothorax alternatus (Horn, 1870)}-
- -{Liothorax consociatus (Horn, 1887)}-
- -{Liothorax innexus (Say, 1835)}-
- -{Liothorax subaeneus (LeConte, 1857)}-
- -{Lissomelas flohri Bates, 1889}-
- -{Luxolinus luxatus (Horn, 1887)}-
- -{Macrodactylus angustatus (Palisot de Beauvois, 1805)}-
- -{Macrodactylus fulvescens Bates, 1887}-
- -{Macrodactylus impressus Bates, 1887}-
- -{Macrodactylus infuscatus Bates, 1887}-
- -{Macrodactylus lineaticollis Bates, 1887}-
- -{Macrodactylus mexicanus Burmeister, 1855}-
- -{Macrodactylus murinus Bates, 1887}-
- -{Macrodactylus nigripes Bates, 1887}-
- -{Macrodactylus rufescens Bates, 1887}-
- -{Macrodactylus silaonus Bates, 1887}-
- -{Macrodactylus subspinosus (Fabricius, 1775)}-
- -{Macrodactylus uniformis Horn, 1876}-
- -{Macrodactylus variipes Bates, 1887}-
- -{Macrodactylus virens Bates, 1887}-
- -{Maculaphodius conspersus (Horn, 1887)}-
- -{Maladera castanea (Arrow, 1913)}-
- -{Malagoniella astyanax (Olivier, 1789)}-
- -{Martineziana dutertrei (Chalumeau, 1983)}-
- -{Martineziana vandykei (Hinton, 1936)}-
- -{Megasoma cedrosum Hardy, 1972}-
- -{Megasoma lecontei Hardy, 1972}-
- -{Megasoma lenczyi Cartwright, 1976}-
- -{Megasoma occidentalis Bolívar y Pieltain, Jiménez-Asúa and Martínez, 1963}-
- -{Megasoma pachecoi Cartwright, 1963}-
- -{Megasoma punctulatum Cartwright, 1952}-
- -{Megasoma sleeperi Hardy, 1972}-
- -{Megasoma thersites LeConte, 1861}-
- -{Megasoma vogti Cartwright, 1963}-
- -{Melanocanthon bispinatus (Robinson, 1941)}-
- -{Melanocanthon granulifer (Schmidt, 1920)}-
- -{Melanocanthon nigricornis (Say, 1823)}-
- -{Melanocanthon punctaticollis (Schaeffer, 1915)}-
- -{Melinopterus consentaneus (LeConte, 1850)}-
- -{Melinopterus femoralis (Say, 1823)}-
- -{Melinopterus prodromus (Brahm, 1790)}-
- -{Mendidius aculeatus (Robinson, 1940)}-
- -{Merogyrus rotundiceps (Fall, 1907)}-
- -{Micraegialia pusilla (Horn, 1887)}-
- -{Nefoncerus convergens (Horn, 1894)}-
- -{Neopsammodius blandus (Fall, 1932)}-
- -{Neopsammodius interruptus (Say, 1835)}-
- -{Neopsammodius mimeticus (Fall, 1932)}-
- -{Neopsammodius quinqueplicatus (Horn, 1871)}-
- -{Neopsammodius saltilloensis (Cartwright, 1955)}-
- -{Neopsammodius werneri (Cartwright, 1955)}-
- -{Neotrichonotulus inurbanus (Gordon and Howden, 1973)}-
- -{Nialaphodius nigritus (Fabricius, 1801)}-
- -{Nipponoserica peregrina (Chapin, 1938)}-
- -{Odontolytes denominatus (Chevrolat, 1864)}-
- -{Odontopsammodius armaticeps (Fall, 1932)}-
- -{Odontopsammodius cruentus (Harold, 1867)}-
- -{Oncerus floralis LeConte, 1856}-
- -{Oniticellus cinctus (Fabricius, 1775)}-
- -{Oniticellus militaris (Castelnau, 1840)}-
- -{Oniticellus rhinocerulus Bates, 1889}-
- -{Onitis alexis Klug, 1835}-
- -{Onitis vanderkelleni Lansberge, 1886}-
- -{Ontherus mexicanus Harold, 1868}-
- -{Onthophagus aciculatulus Blatchley, 1928}-
- -{Onthophagus alluvius Howden and Cartwright, 1963}-
- -{Onthophagus antivagans Howden and Génier, 2004}-
- -{Onthophagus arnetti Howden and Cartwright, 1963}-
- -{Onthophagus batesi Howden and Cartwright, 1963}-
- -{Onthophagus binodis (Thunberg, 1818)}-
- -{Onthophagus brevifrons Horn, 1881}-
- -{Onthophagus browni Howden and Cartwright, 1963}-
- -{Onthophagus canelasensis Howden and Génier, 2004}-
- -{Onthophagus cartwrighti Howden, 1973}-
- -{Onthophagus catta (Fabricius, 1787)}-
- -{Onthophagus cavernicollis Howden and Cartwright, 1963}-
- -{Onthophagus chevrolati Harold, 1869}-
- -{Onthophagus coahuilae Zunino and Halffter, 1988}-
- -{Onthophagus cochisus Brown, 1927}-
- -{Onthophagus concinnus Laporte, 1840}-
- -{Onthophagus coproides Horn, 1881}-
- -{Onthophagus cribricollis Horn, 1881}-
- -{Onthophagus cuevensis Howden, 1973}-
- -{Onthophagus cyanellus Bates, 1887}-
- -{Onthophagus cynomysi Brown, 1927}-
- -{Onthophagus depressus Harold, 1871}-
- -{Onthophagus foliaceus Lansberge, 1886}-
- -{Onthophagus fuscus Boucomont, 1932}-
- -{Onthophagus gazella (Fabricius, 1787)}-
- -{Onthophagus hecate (Panzer, 1794)}-
- -{Onthophagus hidalgus Zunino and Halffter, 1988}-
- -{Onthophagus hoepfneri Harold, 1869}-
- -{Onthophagus incensus Say, 1835}-
- -{Onthophagus knausi Brown, 1927}-
- -{Onthophagus knulli Howden and Cartwright, 1963}-
- -{Onthophagus landolti Harold, 1880}-
- -{Onthophagus lecontei Harold, 1871}-
- -{Onthophagus mcclevei Howden and Génier, 2004}-
- -{Onthophagus medorensis Brown, 1929}-
- -{Onthophagus mextexus Howden and Cartwright, 1970}-
- -{Onthophagus nigriventris d'Orbigny, 1905}-
- -{Onthophagus nuchicornis (Linnaeus, 1758)}-
- -{Onthophagus oklahomensis Brown, 1927}-
- -{Onthophagus orpheus (Panzer, 1794)}-
- -{Onthophagus pennsylvanicus Harold, 1871}-
- -{Onthophagus polyphemi Hubbard, 1894}-
- -{Onthophagus pseudofuscus Zunino and Halffter, 1988}-
- -{Onthophagus saggitarius (Fabricius, 1775)}-
- -{Onthophagus schaefferi Howden and Cartwright, 1963}-
- -{Onthophagus striatulus (Palisot de Beauvois, 1809)}-
- -{Onthophagus subaeneus (Palisot de Beauvois, 1811)}-
- -{Onthophagus subopacus Robinson, 1940}-
- -{Onthophagus subtropicus Howden and Cartwright, 1963}-
- -{Onthophagus taurus (Schreber, 1759)}-
- -{Onthophagus tuberculifrons Harold, 1871}-
- -{Onthophagus velutinus Horn, 1875}-
- -{Orizabus batesi Prell, 1914}-
- -{Orizabus brevicollis Prell, 1914}-
- -{Orizabus clunalis (LeConte, 1856)}-
- -{Orizabus isodonoides Fairmaire, 1878}-
- -{Orizabus ligyroides Horn, 1885}-
- -{Orizabus mcclevei Warner, 2011}-
- -{Orizabus pinalicus Warner, 2011}-
- -{Orizabus pyriformis (LeConte, 1847)}-
- -{Orizabus ratcliffei Delgado, 2008}-
- -{Orizabus rubricollis Prell, 1914}-
- -{Oscarinus abusus (Fall, 1907)}-
- -{Oscarinus bottimeri (Cartwright, 1957)}-
- -{Oscarinus brimleyi (Cartwright, 1939)}-
- -{Oscarinus cabreroi M. Dellacasa, G. Dellacasa and Gordon, 2013}-
- -{Oscarinus crassuloides (Fall, 1907)}-
- -{Oscarinus crassulus (Horn, 1870)}-
- -{Oscarinus floridanus (Robinson, 1947)}-
- -{Oscarinus lodingi (Cartwright, 1957)}-
- -{Oscarinus matiganae (Paulsen, 2006)}-
- -{Oscarinus odocoilis (Robinson, 1939)}-
- -{Oscarinus pseudabusus (Cartwright, 1957)}-
- -{Oscarinus rusicola (Melsheimer, 1845)}-
- -{Oscarinus silvanicus (Cartwright, 1972)}-
- -{Oscarinus stuessyi Gordon and Skelley, 2007}-
- -{Oscarinus texensis (Cartwright, 1972)}-
- -{Oscarinus welderi Gordon and Skelley, 2007}-
- -{Oscarinus windsori (Cartwright, 1939)}-
- -{Osmoderma eremicola (Knoch, 1801)}-
- -{Osmoderma scabra (Palisot de Beauvois, 1805)}-
- -{Osmoderma subplanata Casey, 1915}-
- -{Otophorus haemorrhoidalis (Linnaeus, 1758)}-
- -{Oxygrylius peninsularis Casey, 1915}-
- -{Oxygrylius ruginasus (LeConte, 1856)}-
- -{Oxyomus silvestris (Scopoli, 1763)}-
- -{Parabyrsopolis chihuahuae (Bates, 1888)}-
- -{Parachrysina borealis Jameson, 1991}-
- -{Paracotalpa deserta Saylor, 1940}-
- -{Paracotalpa granicollis (Haldeman, 1852)}-
- -{Paracotalpa puncticollis (LeConte, 1863)}-
- -{Paracotalpa ursina (Horn, 1867)}-
- -{Parapsammodius bidens (Horn, 1871)}-
- -{Parapsammodius puncticollis (LeConte, 1858)}-
- -{Parastasia brevipes (LeConte, 1856)}-
- -{Parataenius simulator (Harold, 1868)}-
- -{Pardalosus neodistinctus (Brown, 1928)}-
- -{Pardalosus pardalis (LeConte, 1857)}-
- -{Pardalosus pseudopardalis Gordon and Skelley, 2007}-
- -{Pardalosus pumilio (Schmidt, 1907)}-
- -{Pardalosus sayi (Gordon, 2006)}-
- -{Pardalosus serval (Say, 1835)}-
- -{Pardalosus slevini (Van Dyke, 1928)}-
- -{Pelidnota lucae LeConte, 1863}-
- -{Pelidnota lugubris LeConte, 1874}-
- -{Pelidnota perplexa Hardy, 1975}-
- -{Pelidnota punctata (Linnaeus, 1758)}-
- -{Pelidnota strigosa Laporte, 1840}-
- -{Pelidnota virescens Burmeister, 1844}-
- -{Phaeaphodius rectus (Motschulsky, 1866)}-
- -{Phanaeus adonis Harold, 1863}-
- -{Phanaeus amethystinus Harold, 1863}-
- -{Phanaeus amithaon Harold, 1875}-
- -{Phanaeus daphnis Harold, 1863}-
- -{Phanaeus difformis LeConte, 1847}-
- -{Phanaeus flohri Nevinson, 1892}-
- -{Phanaeus furiosus Bates, 1887}-
- -{Phanaeus genieri Arnaud, 2001}-
- -{Phanaeus igneus MacLeay, 1819}-
- -{Phanaeus palliatus Sturm, 1843}-
- -{Phanaeus quadridens (Say, 1835)}-
- -{Phanaeus triangularis (Say, 1823)}-
- -{Phanaeus vindex MacLeay, 1819}-
- -{Phanaeus yecoraensis Edmonds, 2004}-
- -{Phileurus truncatus (Palisot de Beauvois, 1806)}-
- -{Phileurus valgus (Olivier, 1789)}-
- -{Phobetus chearyi Hardy, 1973}-
- -{Phobetus ciliatus Barrett, 1935}-
- -{Phobetus comatus LeConte, 1856}-
- -{Phobetus desertus Blom and Clark, 1984}-
- -{Phobetus humeralis Cazier, 1937}-
- -{Phobetus mojavus Barrett, 1933}-
- -{Phobetus palpalis Saylor, 1936}-
- -{Phobetus panamintensis Hardy, 1978}-
- -{Phobetus saylori Cazier, 1937}-
- -{Phobetus sleeperi Hardy, 1978}-
- -{Phobetus testaceus LeConte, 1861}-
- -{Phyllophaga aemula (Horn, 1887)}-
- -{Phyllophaga aequalis (LeConte, 1854)}-
- -{Phyllophaga affabilis (Horn, 1887)}-
- -{Phyllophaga albina (Burmeister, 1855)}-
- -{Phyllophaga almada Saylor, 1941}-
- -{Phyllophaga anomaloides (Bates, 1888)}-
- -{Phyllophaga antennata (Smith, 1889)}-
- -{Phyllophaga anxia (LeConte, 1850)}-
- -{Phyllophaga apicata Reinhard, 1939}-
- -{Phyllophaga aragoni Morón, 2013}-
- -{Phyllophaga arcta (Horn, 1887)}-
- -{Phyllophaga arenicola Howden, 1960}-
- -{Phyllophaga arizona Saylor, 1940}-
- -{Phyllophaga arkansana (Schaeffer, 1906)}-
- -{Phyllophaga aurea Luginbill and Painter, 1941}-
- -{Phyllophaga babicora Morón, 2004}-
- -{Phyllophaga balia (Say, 1825)}-
- -{Phyllophaga barda (Horn, 1887)}-
- -{Phyllophaga beckeri (Moser, 1921)}-
- -{Phyllophaga bellamyi Warner and Morón, 1992}-
- -{Phyllophaga bilobatata Saylor, 1939}-
- -{Phyllophaga bipartita (Horn, 1887)}-
- -{Phyllophaga blanchardi (Arrow, 1933)}-
- -{Phyllophaga blanda Sanderson, 1958}-
- -{Phyllophaga bottimeri Reinhard, 1950}-
- -{Phyllophaga brevidens (Bates, 1888)}-
- -{Phyllophaga bruneri Chapin, 1932}-
- -{Phyllophaga buapae Morón, 2013}-
- -{Phyllophaga bueta Saylor, 1940}-
- -{Phyllophaga cahitana Morón, 2001}-
- -{Phyllophaga calceata (LeConte, 1856)}-
- -{Phyllophaga calculiventris Saylor, 1935}-
- -{Phyllophaga callosiventris (Moser, 1921)}-
- -{Phyllophaga canipolea Saylor, 1948}-
- -{Phyllophaga carminator (Horn, 1894)}-
- -{Phyllophaga cavata (Bates, 1888)}-
- -{Phyllophaga cazahuata Morón, 2013}-
- -{Phyllophaga cazieriana Saylor, 1938}-
- -{Phyllophaga certanca Saylor, 1943}-
- -{Phyllophaga chapini Saylor, 1940}-
- -{Phyllophaga chippewa Saylor, 1939}-
- -{Phyllophaga ciudadensis (Bates, 1888)}-
- -{Phyllophaga clemens (Horn, 1887)}-
- -{Phyllophaga clypeata (Horn, 1887)}-
- -{Phyllophaga cochisa Saylor, 1940}-
- -{Phyllophaga congrua (LeConte, 1856)}-
- -{Phyllophaga contaminata Fall, 1932}-
- -{Phyllophaga corrosa (LeConte, 1856)}-
- -{Phyllophaga crassissima (Blanchard, 1851)}-
- -{Phyllophaga crenulata (Frölich, 1792)}-
- -{Phyllophaga cribrosa (LeConte, 1853)}-
- -{Phyllophaga crinita (Burmeister, 1855)}-
- -{Phyllophaga cristagalli (Arrow, 1933)}-
- -{Phyllophaga cupuliformis Langston, 1924}-
- -{Phyllophaga curialis Reinhard, 1939}-
- -{Phyllophaga cushmani Saylor, 1940}-
- -{Phyllophaga cylindrica (Burmeister, 1855)}-
- -{Phyllophaga davisi Langston, 1927}-
- -{Phyllophaga debilis (LeConte, 1856)}-
- -{Phyllophaga delata (Horn, 1887)}-
- -{Phyllophaga densicollis (LeConte, 1863)}-
- -{Phyllophaga dentex (Bates, 1888)}-
- -{Phyllophaga diffinis (Blanchard, 1851)}-
- -{Phyllophaga dispar (Burmeister, 1855)}-
- -{Phyllophaga disparilis (Horn, 1878)}-
- -{Phyllophaga divertens (Bates, 1888)}-
- -{Phyllophaga drakii (Kirby, 1837)}-
- -{Phyllophaga duncani (Barrett, 1933)}-
- -{Phyllophaga durango Saylor, 1940}-
- -{Phyllophaga durangoana (Moser, 1921)}-
- -{Phyllophaga durangosa Saylor, 1943}-
- -{Phyllophaga ecostata (Horn, 1887)}-
- -{Phyllophaga eligia Sanderson, 1958}-
- -{Phyllophaga elizoria Saylor, 1937}-
- -{Phyllophaga elongata (Linell, 1896)}-
- -{Phyllophaga eniba Saylor, 1943}-
- -{Phyllophaga ephilida (Say, 1825)}-
- -{Phyllophaga epigaea (Wickham, 1903)}-
- -{Phyllophaga errans (LeConte, 1860)}-
- -{Phyllophaga estacea Saylor, 1943}-
- -{Phyllophaga falsa (LeConte, 1856)}-
- -{Phyllophaga falta (LeConte, 1856)}-
- -{Phyllophaga farcta (LeConte, 1856)}-
- -{Phyllophaga fervida (Fabricius, 1775)}-
- -{Phyllophaga fimbripes (LeConte, 1856)}-
- -{Phyllophaga flavipennis (Horn, 1885)}-
- -{Phyllophaga floridana Robinson, 1938}-
- -{Phyllophaga foralita Saylor, 1938}-
- -{Phyllophaga forbesi Glasgow, 1916}-
- -{Phyllophaga forsteri (Burmeister, 1855)}-
- -{Phyllophaga foxii Davis, 1920}-
- -{Phyllophaga fraterna Harris, 1842}-
- -{Phyllophaga fucata (Horn, 1887)}-
- -{Phyllophaga fulviventris (Moser, 1918)}-
- -{Phyllophaga fusca (Frölich, 1792)}-
- -{Phyllophaga futilis (LeConte, 1850)}-
- -{Phyllophaga gaigei Sanderson, 1948}-
- -{Phyllophaga galeanae Saylor, 1943}-
- -{Phyllophaga gentryi (Saylor, 1936)}-
- -{Phyllophaga georgiana (Horn, 1885)}-
- -{Phyllophaga ghentata (Saylor, 1937)}-
- -{Phyllophaga gigantissima Saylor, 1935}-
- -{Phyllophaga glaberrima (Blanchard, 1851)}-
- -{Phyllophaga glabricula (LeConte, 1856)}-
- -{Phyllophaga gracilis (Burmeister, 1855)}-
- -{Phyllophaga granti Saylor, 1940}-
- -{Phyllophaga gravidula (Moser, 1921)}-
- -{Phyllophaga hamata (Horn, 1887)}-
- -{Phyllophaga hirsuta (Knoch, 1801)}-
- -{Phyllophaga hirticula (Knoch, 1801)}-
- -{Phyllophaga hirtiventris (Horn, 1887)}-
- -{Phyllophaga hornii (Smith, 1889)}-
- -{Phyllophaga huachuca Saylor, 1940}-
- -{Phyllophaga hubbelli Cartwright, 1946}-
- -{Phyllophaga idonea Sanderson, 1948}-
- -{Phyllophaga ignava (Horn, 1887)}-
- -{Phyllophaga ilicis (Knoch, 1801)}-
- -{Phyllophaga impar Davis, 1920}-
- -{Phyllophaga implicita (Horn, 1887)}-
- -{Phyllophaga incuria Sanderson, 1942}-
- -{Phyllophaga inepta (Horn, 1887)}-
- -{Phyllophaga infidelis (Horn, 1887)}-
- -{Phyllophaga inflexa Barrett, 1935}-
- -{Phyllophaga instabilis Blackwelder, 1944}-
- -{Phyllophaga inversa (Horn, 1887)}-
- -{Phyllophaga invisa Riley and Wolfe, 1997}-
- -{Phyllophaga juvenilis (Fall, 1932)}-
- -{Phyllophaga karlsioei (Linell, 1898)}-
- -{Phyllophaga kentuckiana Ritcher, 1937}-
- -{Phyllophaga knausii (Schaeffer, 1907)}-
- -{Phyllophaga knochii (Schönherr and Gyllenhal, 1817)}-
- -{Phyllophaga koehleriana Saylor, 1940}-
- -{Phyllophaga lalanza Saylor, 1941}-
- -{Phyllophaga lanceolata (Say, 1824)}-
- -{Phyllophaga laportaei (Blanchard, 1851)}-
- -{Phyllophaga latidens (Schaeffer, 1906)}-
- -{Phyllophaga latifrons (LeConte, 1856)}-
- -{Phyllophaga lenis (Horn, 1887)}-
- -{Phyllophaga lobata (Fall, 1908)}-
- -{Phyllophaga lodingi Sanderson, 1939}-
- -{Phyllophaga longispina (Smith, 1889)}-
- -{Phyllophaga longitarsa (Say, 1824)}-
- -{Phyllophaga lota Luginbill, 1928}-
- -{Phyllophaga luctuosa (Horn, 1887)}-
- -{Phyllophaga luginbilli Saylor, 1941}-
- -{Phyllophaga macgregori Morón, 2004}-
- -{Phyllophaga macmurryi Saylor, 1940}-
- -{Phyllophaga maculicollis (LeConte, 1863)}-
- -{Phyllophaga magnicornis (Moser, 1921)}-
- -{Phyllophaga marginalis (LeConte, 1856)}-
- -{Phyllophaga mariana Fall, 1929}-
- -{Phyllophaga meadei Saylor, 1940}-
- -{Phyllophaga micans (Knoch, 1801)}-
- -{Phyllophaga michelbacheri Saylor, 1940}-
- -{Phyllophaga microcera (Arrow, 1933)}-
- -{Phyllophaga micros (Bates, 1888)}-
- -{Phyllophaga mimicana Saylor, 1938}-
- -{Phyllophaga miraflora Saylor, 1940}-
- -{Phyllophaga misteca (Bates, 1888)}-
- -{Phyllophaga molopia (Bates, 1888)}-
- -{Phyllophaga monstrosa (Saylor, 1935)}-
- -{Phyllophaga mucorea (LeConte, 1856)}-
- -{Phyllophaga nebulosa Polihronakis, 2007}-
- -{Phyllophaga neomexicana Saylor, 1940}-
- -{Phyllophaga nitida (LeConte, 1856)}-
- -{Phyllophaga nogales Saylor, 1940}-
- -{Phyllophaga nogueirana Morón, 2002}-
- -{Phyllophaga nosa Blackwelder, 1944}-
- -{Phyllophaga obsoleta (Blanchard, 1851)}-
- -{Phyllophaga okeechobea Robinson, 1948}-
- -{Phyllophaga omani Sanderson, 1937}-
- -{Phyllophaga opaca (Moser, 1918)}-
- -{Phyllophaga opacicollis (Horn, 1878)}-
- -{Phyllophaga ovalis (Cartwright, 1939)}-
- -{Phyllophaga pallida (Horn, 1885)}-
- -{Phyllophaga panorpa Sanderson, 1950}-
- -{Phyllophaga parilis (Bates, 1888)}-
- -{Phyllophaga parvidens (LeConte, 1856)}-
- -{Phyllophaga paternoi Glasgow, 1925}-
- -{Phyllophaga pearliae Davis, 1920}-
- -{Phyllophaga peninsularis Saylor, 1940}-
- -{Phyllophaga pentaphylla (Bates, 1888)}-
- -{Phyllophaga perlonga Davis, 1920}-
- -{Phyllophaga pilosipes Saylor, 1940}-
- -{Phyllophaga pilositarsis Blackwelder, 1944}-
- -{Phyllophaga planeta Reinhard, 1950}-
- -{Phyllophaga plena (Fall, 1932)}-
- -{Phyllophaga pleroma Reinhard, 1940}-
- -{Phyllophaga postrema (Horn, 1887)}-
- -{Phyllophaga praesidii (Bates, 1888)}-
- -{Phyllophaga praetermissa (Horn, 1887)}-
- -{Phyllophaga profunda (Blanchard, 1851)}-
- -{Phyllophaga pruinosa (Blanchard, 1851)}-
- -{Phyllophaga prunina (LeConte, 1856)}-
- -{Phyllophaga prununculina (Burmeister, 1855)}-
- -{Phyllophaga pseudofloridana Woodruff and Beck, 1989}-
- -{Phyllophaga psiloptera Sanderson, 1939}-
- -{Phyllophaga pudorosa Reinhard, 1939}-
- -{Phyllophaga pulcher (Linell, 1896)}-
- -{Phyllophaga pusillidens Fall, 1937}-
- -{Phyllophaga querca (Knoch, 1801)}-
- -{Phyllophaga quetzala Morón, 2001}-
- -{Phyllophaga ravida (Blanchard, 1851)}-
- -{Phyllophaga reevesi Saylor, 1939}-
- -{Phyllophaga regiomontana Morón, 2001}-
- -{Phyllophaga reinhardi Saylor, 1940}-
- -{Phyllophaga renodis Reinhard, 1939}-
- -{Phyllophaga riviera Reinhard, 1950}-
- -{Phyllophaga rolbakeri Saylor, 1940}-
- -{Phyllophaga rolstoni Riley and Wolfe, 1997}-
- -{Phyllophaga rossi Saylor, 1939}-
- -{Phyllophaga rubiginosa (LeConte, 1856)}-
- -{Phyllophaga rubricosa Reinhard, 1939}-
- -{Phyllophaga rugipennis (Schaufuss, 1858)}-
- -{Phyllophaga rugosa (Melsheimer, 1845)}-
- -{Phyllophaga sacoma Reinhard, 1939}-
- -{Phyllophaga saylori Sanderson, 1965}-
- -{Phyllophaga schaefferi Saylor, 1937}-
- -{Phyllophaga schenklingi Moser, 1918}-
- -{Phyllophaga scitula (Horn, 1887)}-
- -{Phyllophaga scoparia (LeConte, 1856)}-
- -{Phyllophaga scuticeps (Bates, 1888)}-
- -{Phyllophaga segregans (Bates, 1888)}-
- -{Phyllophaga senex (Horn, 1878)}-
- -{Phyllophaga sequoiana Saylor, 1936}-
- -{Phyllophaga setifera (Burmeister, 1855)}-
- -{Phyllophaga sinaloana Saylor, 1935}-
- -{Phyllophaga sinuaticeps (Moser, 1921)}-
- -{Phyllophaga skelleyi Woodruff and Beck, 1989}-
- -{Phyllophaga snowi Saylor, 1940}-
- -{Phyllophaga sociata (Horn, 1878)}-
- -{Phyllophaga sodalis Reinhard, 1940}-
- -{Phyllophaga sonora Saylor, 1939}-
- -{Phyllophaga soror Davis, 1920}-
- -{Phyllophaga spreta (Horn, 1887)}-
- -{Phyllophaga squamipilosa Saylor, 1937}-
- -{Phyllophaga stohleri Saylor, 1938}-
- -{Phyllophaga submucida (LeConte, 1856)}-
- -{Phyllophaga subpruinosa (Casey, 1884)}-
- -{Phyllophaga subtonsa (LeConte, 1856)}-
- -{Phyllophaga sylvatica Sanderson, 1942}-
- -{Phyllophaga tarsalis (Schaeffer, 1908)}-
- -{Phyllophaga taxodii Langston, 1924}-
- -{Phyllophaga tecta Cartwright, 1944}-
- -{Phyllophaga temaxa Saylor, 1940}-
- -{Phyllophaga temora Saylor, 1943}-
- -{Phyllophaga texensis Saylor, 1940}-
- -{Phyllophaga timida (Horn, 1878)}-
- -{Phyllophaga torta (LeConte, 1856)}-
- -{Phyllophaga trichodes (Bates, 1890)}-
- -{Phyllophaga tristis (Fabricius, 1781)}-
- -{Phyllophaga trochanter Saylor, 1940}-
- -{Phyllophaga tusa (Horn, 1887)}-
- -{Phyllophaga ulkei (Smith, 1889)}-
- -{Phyllophaga uniformis (Blanchard, 1851)}-
- -{Phyllophaga vehemens (Horn, 1887)}-
- -{Phyllophaga venodiola Saylor, 1948}-
- -{Phyllophaga verruciventris (Moser, 1918)}-
- -{Phyllophaga vetula (Horn, 1887)}-
- -{Phyllophaga vexata (Horn, 1885)}-
- -{Phyllophaga vilifrons (LeConte, 1856)}-
- -{Phyllophaga wickhami Saylor, 1940}-
- -{Phyllophaga xanthe (Bates, 1888)}-
- -{Phyllophaga xerophila Saylor, 1939}-
- -{Phyllophaga yaqui Saylor, 1940}-
- -{Phyllophaga yemasseei Cartwright, 1944}-
- -{Phyllophaga youngi Cartwright, 1935}-
- -{Phyllophaga zavalana Reinhard, 1946}-
- -{Planolinellus vittatus (Say, 1825)}-
- -{Planolinoides aenictus (Cooper and Gordon, 1987)}-
- -{Planolinoides borealis (Gyllenhal, 1827)}-
- -{Planolinoides duplex (LeConte, 1878)}-
- -{Planolinoides neotomae (Fall, 1907)}-
- -{Planolinoides pectoralis (LeConte, 1857)}-
- -{Planolinus tenellus (Say, 1823)}-
- -{Platytomus atlanticus (Cartwright, 1948)}-
- -{Platytomus caelicollis (Cartwright, 1948)}-
- -{Platytomus longulus (Cartwright, 1948)}-
- -{Platytomus micros (Bates, 1887)}-
- -{Platytomus notialis (Cartwright, 1948)}-
- -{Platytomus parvulus (Chevrolat, 1864)}-
- -{Platytomus tibialis (Fabricius, 1798)}-
- -{Plectris aliena Chapin, 1934}-
- -{Plectrodes pubescens Horn, 1867}-
- -{Plesiosternus setosus Morón, 1983}-
- -{Pleurophorus caesus (Panzer, 1796)}-
- -{Pleurophorus micros (Bates, 1887)}-
- -{Pleurophorus parvulus (Chevrolat, 1864)}-
- -{Podolasia emarginata Howden, 1954}-
- -{Podolasia ferruginea (LeConte, 1856)}-
- -{Podolasia involucris Howden, 1998}-
- -{Podolasia lavignei Howden, 1997}-
- -{Podolasia longipennis Howden, 1997}-
- -{Podolasia peninsularis Howden, 1954}-
- -{Podolasia pilosa Howden, 1954}-
- -{Podolasia rotundipenis Howden, 1997}-
- -{Podolasia stillwellorum Howden, 1997}-
- -{Podolasia varicolor Saylor, 1948}-
- -{Podostena bottimeri (Howden, 1958)}-
- -{Podostena litoralis Howden, 1997}-
- -{Podostena rileyi Howden, 1997}-
- -{Podostena sleeperi Howden, 1997}-
- -{Polyphylla aeola La Rue, 1998}-
- -{Polyphylla anteronivea Hardy, 1978}-
- -{Polyphylla arguta Casey, 1914}-
- -{Polyphylla avittata Hardy, 1978}-
- -{Polyphylla barbata Cazier, 1938}-
- -{Polyphylla brownae Young, 1986}-
- -{Polyphylla cavifrons LeConte, 1854}-
- -{Polyphylla comes Casey, 1914}-
- -{Polyphylla crinita LeConte, 1856}-
- -{Polyphylla decemlineata (Say, 1824)}-
- -{Polyphylla devestiva Young, 1966}-
- -{Polyphylla diffracta Casey, 1891}-
- -{Polyphylla donaldsoni Skelley, 2005}-
- -{Polyphylla erratica Hardy, 1978}-
- -{Polyphylla gracilis Horn, 1881}-
- -{Polyphylla hammondi LeConte, 1856}-
- -{Polyphylla hirsuta Van Dyke, 1933}-
- -{Polyphylla mescalerensis Young, 1988}-
- -{Polyphylla modulata Casey, 1914}-
- -{Polyphylla monahansensis Hardy, 1978}-
- -{Polyphylla multimaculata Hardy, 1981}-
- -{Polyphylla nigra Casey, 1914}-
- -{Polyphylla nubila Van Dyke, 1947}-
- -{Polyphylla occidentalis (Linnaeus, 1767)}-
- -{Polyphylla petitii (Guérin-Méneville, 1844)}-
- -{Polyphylla pottsorum Hardy, 1978}-
- -{Polyphylla pubescens Cartwright, 1939}-
- -{Polyphylla ratcliffei Young, 1986}-
- -{Polyphylla rugosipennis Casey, 1914}-
- -{Polyphylla sobrina Casey, 1914}-
- -{Polyphylla squamiventris Cazier, 1939}-
- -{Polyphylla stellata Young, 1986}-
- -{Polyphylla variolosa (Hentz, 1830)}-
- -{Polyphylla woodruffi Skelley, 2005}-
- -{Popillia japonica Newman, 1841}-
- -{Protaetia fusca (Herbst, 1790)}-
- -{Protaetia pryeri (Janson, 1888)}-
- -{Psammodius basalis (Mulsant and Rey, 1870)}-
- -{Psammodius laevipennis Costa, 1844}-
- -{Psammodius pierottii Pittino, 1979}-
- -{Pseudagolius bicolor (Say, 1823)}-
- -{Pseudagolius coloradensis (Horn, 1870)}-
- -{Pseudagolius warneri Gordon and Skelley, 2007}-
- -{Pseudataenius contortus Cartwright, 1974}-
- -{Pseudataenius socialis (Horn, 1871)}-
- -{Pseudocanthon perplexus (LeConte, 1847)}-
- -{Pseudocotalpa andrewsi Hardy, 1971}-
- -{Pseudocotalpa giulianii Hardy, 1974}-
- -{Pseudocotalpa sonorica Hardy, 1974}-
- -{Psilocnemis leucosticta Burmeister, 1842}-
- -{Rhysothorax rufus (Fabricius, 1792)}-
- -{Rhyssemus brownwoodi Gordon and Cartwright, 1980}-
- -{Rhyssemus californicus Horn, 1871}-
- -{Rhyssemus germanus (Linnaeus, 1767)}-
- -{Rhyssemus neglectus Brown, 1929}-
- -{Rhyssemus scaber Haldeman, 1848}-
- -{Rhyssemus sonatus LeConte, 1881}-
- -{Rugaphodius rugatus (Schmidt, 1907)}-
- -{Rutela formosa Burmeister, 1844}-
- -{Rutelisca durangoana Ohaus, 1905}-
- -{Saprosites pygmaeus Harold, 1877}-
- -{Scabrostomus baileyi (Skelley and Gordon, 2002)}-
- -{Scabrostomus bakeri (Skelley and Gordon, 2002)}-
- -{Scabrostomus dyspistus (Skelley and Woodruff, 1991)}-
- -{Scabrostomus kerni Gordon and Skelley, 2007}-
- -{Scabrostomus parapeculiosus Gordon and Skelley, 2007}-
- -{Scabrostomus peculiosus (Schmidt, 1922)}-
- -{Scabrostomus sepultus (Cartwright, 1944)}-
- -{Scabrostomus siccatus Gordon and Skelley, 2007}-
- -{Scabrostomus skillmani (Warner and Skelley, 2006)}-
- -{Scabrostomus tanytarsus (Skelley and Woodruff, 1991)}-
- -{Schaefferellus arizonensis (Schaeffer, 1907)}-
- -{Serica abdita Dawson, 1921}-
- -{Serica acicula Dawson, 1932}-
- -{Serica acontia Dawson, 1933}-
- -{Serica adversa Dawson, 1967}-
- -{Serica aemula Dawson, 1947}-
- -{Serica alabama Dawson, 1967}-
- -{Serica alleni Saylor, 1939}-
- -{Serica alternata LeConte, 1856}-
- -{Serica ammomenisco Hardy, 1987}-
- -{Serica anthracina LeConte, 1856}-
- -{Serica apatela Dawson, 1922}-
- -{Serica arkansana Dawson, 1947}-
- -{Serica aspera Dawson, 1922}-
- -{Serica atracapilla (Kirby, 1837)}-
- -{Serica atratula LeConte, 1856}-
- -{Serica aviceps Dawson, 1967}-
- -{Serica barri Dawson, 1967}-
- -{Serica blatchleyi Dawson, 1932}-
- -{Serica bruneri Dawson, 1967}-
- -{Serica caliginosa Dawson, 1932}-
- -{Serica campestris Dawson, 1919}-
- -{Serica carolina Dawson, 1920}-
- -{Serica catalina Dawson, 1947}-
- -{Serica chaetosoma Dawson, 1932}-
- -{Serica chicoensis Saylor, 1939}-
- -{Serica coalinga Dawson, 1952}-
- -{Serica concinna Dawson, 1947}-
- -{Serica contorta Dawson, 1947}-
- -{Serica craighead Saylor, 1939}-
- -{Serica cruzi Saylor, 1939}-
- -{Serica curvata LeConte, 1856}-
- -{Serica cuyamaca Saylor, 1939}-
- -{Serica delicata Dawson, 1922}-
- -{Serica deserticola Dawson, 1952}-
- -{Serica diablo Dawson, 1967}-
- -{Serica egregia Dawson, 1921}-
- -{Serica elmontea Saylor, 1939}-
- -{Serica elongatula Horn, 1870}-
- -{Serica elusa Dawson, 1919}-
- -{Serica ensenada Saylor, 1948}-
- -{Serica evidens Blatchley, 1919}-
- -{Serica falcata Dawson, 1933}-
- -{Serica falli Dawson, 1932}-
- -{Serica fimbriata LeConte, 1856}-
- -{Serica floridana Dawson, 1967}-
- -{Serica frosti Dawson, 1967}-
- -{Serica georgiana Leng, 1911}-
- -{Serica heteracantha Dawson, 1967}-
- -{Serica howdeni Dawson, 1967}-
- -{Serica humboldti Gordon, 1975}-
- -{Serica imitans Chapin, 1931}-
- -{Serica intermixta Blatchley, 1910}-
- -{Serica iricolor (Say, 1824)}-
- -{Serica laguna Saylor, 1935}-
- -{Serica ligulata Dawson, 1932}-
- -{Serica lodingi Dawson, 1952}-
- -{Serica loxia Dawson, 1920}-
- -{Serica mckenziei Saylor, 1935}-
- -{Serica mixta LeConte, 1856}-
- -{Serica mystaca Dawson, 1922}-
- -{Serica ochrosoma Dawson, 1919}-
- -{Serica oliver Saylor, 1939}-
- -{Serica opposita Dawson, 1921}-
- -{Serica panda Dawson, 1952}-
- -{Serica parallela Casey, 1884}-
- -{Serica parvula (Blanchard, 1850)}-
- -{Serica pavonia Dawson, 1932}-
- -{Serica peleca Dawson, 1952}-
- -{Serica perigonia Dawson, 1920}-
- -{Serica pilifera Horn, 1894}-
- -{Serica porcula Casey, 1884}-
- -{Serica prava Dawson, 1933}-
- -{Serica prunipennis Saylor, 1936}-
- -{Serica psammobuna Hardy, 1987}-
- -{Serica pullata Dawson, 1967}-
- -{Serica pusilla Dawson, 1922}-
- -{Serica repanda Dawson, 1933}-
- -{Serica rhypha Dawson, 1952}-
- -{Serica rossi Saylor, 1948}-
- -{Serica sandiegensis Saylor, 1939}-
- -{Serica satrapa Dawson, 1947}-
- -{Serica scaphia Dawson, 1952}-
- -{Serica sculptilis Dawson, 1922}-
- -{Serica senta Dawson, 1933}-
- -{Serica serensia Saylor, 1948}-
- -{Serica sericea (Illiger, 1802)}-
- -{Serica sericeoides Dawson, 1967}-
- -{Serica serotina LeConte, 1856}-
- -{Serica solita Dawson, 1922}-
- -{Serica spicula Dawson, 1921}-
- -{Serica sponsa Dawson, 1919}-
- -{Serica stygia Dawson, 1933}-
- -{Serica subnisa Dawson, 1947}-
- -{Serica tantula Dawson, 1922}-
- -{Serica texana LeConte, 1856}-
- -{Serica tristis LeConte, 1850}-
- -{Serica trociformis Burmeister, 1844}-
- -{Serica ventura Dawson, 1932}-
- -{Serica vespertina (Gyllenhal, 1817)}-
- -{Serica watson Saylor, 1939}-
- -{Setodius bryanti (Brown, 1929)}-
- -{Setodius diogenes Gordon and Skelley, 2007}-
- -{Setodius edmontonus (Brown, 1929)}-
- -{Sisyphus spinipes Thunberg, 1818}-
- -{Sisyphus submonticolus Howden, 1965}-
- -{Stenotothorax badipes (Melsheimer, 1845)}-
- -{Stenotothorax cadaverinus (Mannerheim, 1843)}-
- -{Stenotothorax comosus Gordon and Skelley, 2007}-
- -{Stenotothorax cribratulus (Schmidt, 1922)}-
- -{Stenotothorax dilaticollis (Saylor, 1935)}-
- -{Stenotothorax gardneri (Gordon, 2006)}-
- -{Stenotothorax gentilis (Horn, 1887)}-
- -{Stenotothorax gravis (Fall, 1927)}-
- -{Stenotothorax lanei (Saylor, 1940)}-
- -{Stenotothorax linsleyi (Van Dyke, 1933)}-
- -{Stenotothorax martini (Van Dyke, 1928)}-
- -{Stenotothorax mcpeaki Gordon and Skelley, 2007}-
- -{Stenotothorax micellus Gordon and Skelley, 2007}-
- -{Stenotothorax nevadensis (Horn, 1870)}-
- -{Stenotothorax oriens Gordon and Skelley, 2007}-
- -{Stenotothorax oviformis (Robinson, 1946)}-
- -{Stenotothorax ovipennis (Horn, 1870)}-
- -{Stenotothorax parapyriformis Gordon and Skelley, 2007}-
- -{Stenotothorax pyriformis (Brown, 1929)}-
- -{Stenotothorax rugoclypeus (Hinton, 1934)}-
- -{Stenotothorax sparsus (LeConte, 1878)}-
- -{Stenotothorax washtucna (Robinson, 1938)}-
- -{Stenotothorax woodleyi Gordon, 2006}-
- -{Strategus aloeus (Linnaeus, 1758)}-
- -{Strategus antaeus (Drury, 1773)}-
- -{Strategus cessus LeConte, 1866}-
- -{Strategus craigi Ratcliffe, 1976}-
- -{Strategus howdeni Ratcliffe, 1976}-
- -{Strategus longichomperus Ratcliffe, 1976}-
- -{Strategus mormon Burmeister, 1847}-
- -{Strategus splendens (Palisot de Beauvois, 1809)}-
- -{Strategus temoltzin Morón and Nogueira, 2008}-
- -{Strigoderma arbicola (Fabricius, 1793)}-
- -{Strigoderma costulipennis Bates, 1888}-
- -{Strigoderma knausi (Brown, 1925)}-
- -{Strigoderma pimalis Casey, 1884}-
- -{Strigoderma protea Burmeister, 1844}-
- -{Strigoderma pygmaea (Fabricius, 1798)}-
- -{Strigoderma sulcipennis Burmeister, 1844}-
- -{Strigoderma teapensis Bates, 1888}-
- -{Strigoderma vestita Burmeister, 1844}-
- -{Strigodius robinsoni (Cartwright, 1939)}-
- -{Tesarius caelatus (LeConte, 1857)}-
- -{Tesarius doyeni (Cartwright, 1977)}-
- -{Tesarius mcclayi (Cartwright, 1955)}-
- -{Tesarius oregonensis (Cartwright, 1955)}-
- -{Tetraclipeoides acutissimus (Gordon, 1976)}-
- -{Tetraclipeoides aemulus (Horn, 1887)}-
- -{Tetraclipeoides anomaliceps (Brown, 1929)}-
- -{Tetraclipeoides denticulatus (Haldeman, 1848)}-
- -{Tetraclipeoides dentiger (LeConte, 1858)}-
- -{Tetraclipeoides dentigerulus (Brown, 1929)}-
- -{Tetraclipeoides fimbripes (Brown, 1928)}-
- -{Tetraclipeoides formidatus (Gordon, 1976)}-
- -{Tetraclipeoides giulianii (Gordon, 1977)}-
- -{Tetraclipeoides henryi (Gordon, 1976)}-
- -{Tetraclipeoides moquinus (Fall, 1907)}-
- -{Tetraclipeoides testaceiventris (Fall, 1932)}-
- -{Tetraclipeoides texanus Gordon and Skelley, 2007}-
- -{Teuchestes fossor (Linnaeus, 1758)}-
- -{Thyce deserta Hardy, 1974}-
- -{Thyce squamicollis LeConte, 1856}-
- -{Tomarus cuniculus (Fabricius, 1801)}-
- -{Tomarus gibbosus (De Geer, 1774)}-
- -{Tomarus laevicollis (Bates, 1888)}-
- -{Tomarus nasutus (Burmeister, 1847)}-
- -{Tomarus neglectus (LeConte, 1847)}-
- -{Tomarus relictus (Say, 1825)}-
- -{Tomarus sallaei (Bates, 1888)}-
- -{Tomarus selanderi (Cartwright, 1959)}-
- -{Tomarus subtropicus (Blatchley, 1922)}-
- -{Trichiorhyssemus alternatus Hinton, 1938}-
- -{Trichiorhyssemus cristatellus (Bates, 1887)}-
- -{Trichiorhyssemus riparius (Horn, 1871)}-
- -{Trichiotinus affinis (Gory and Percheron, 1833)}-
- -{Trichiotinus assimilis (Kirby, 1837)}-
- -{Trichiotinus bibens (Fabricius, 1775)}-
- -{Trichiotinus lunulatus (Fabricius, 1775)}-
- -{Trichiotinus piger (Fabricius, 1775)}-
- -{Trichiotinus rufobrunneus (Casey, 1914)}-
- -{Trichiotinus texanus (Horn, 1876)}-
- -{Trichiotinus viridans (Kirby, 1837)}-
- -{Trichonotulus scrofa (Fabricius, 1787)}-
- -{Trigonopeltastes archimedes Schaum, 1841}-
- -{Trigonopeltastes delta (Forster, 1771)}-
- -{Trigonopeltastes discrepans Howden, 1968}-
- -{Trigonopeltastes floridanus (Casey, 1909)}-
- -{Trigonopeltastes frontalis Bates, 1889}-
- -{Trigonopeltastes sallaei Bates, 1889}-
- -{Trigonopeltastes truncatus Howden, 1968}-
- -{Uroxys deavilai Delgado and Kohlmann, 2007}-
- -{Valgus californicus Horn, 1870}-
- -{Valgus canaliculatus (Olivier, 1789)}-
- -{Valgus hemipterus (Linnaeus, 1758)}-
- -{Valgus seticollis (Palisot de Beauvois, 1805)}-
- -{Warwickia pilosa (Sanderson, 1939)}-
- -{Xeropsamobeus acerbus (Horn, 1887)}-
- -{Xeropsamobeus ambiguus (Fall, 1907)}-
- -{Xeropsamobeus arenicolus Gordon and Skelley, 2007}-
- -{Xeropsamobeus asellus (Schmidt, 1907)}-
- -{Xeropsamobeus brighti Gordon and Skelley, 2007}-
- -{Xeropsamobeus desertus (Van Dyke, 1918)}-
- -{Xeropsamobeus doyeni Gordon and Skelley, 2007}-
- -{Xeropsamobeus mohavei Gordon and Skelley, 2007}-
- -{Xeropsamobeus padrei Gordon and Skelley, 2007}-
- -{Xeropsamobeus scabriceps (LeConte, 1878)}-
- -{Xyloryctes ensifer Bates, 1888}-
- -{Xyloryctes jamaicensis (Drury, 1773)}-
- -{Xyloryctes telephus Burmeister, 1847}-
- -{Xyloryctes thestalus Bates, 1888}-

|}

## Galería

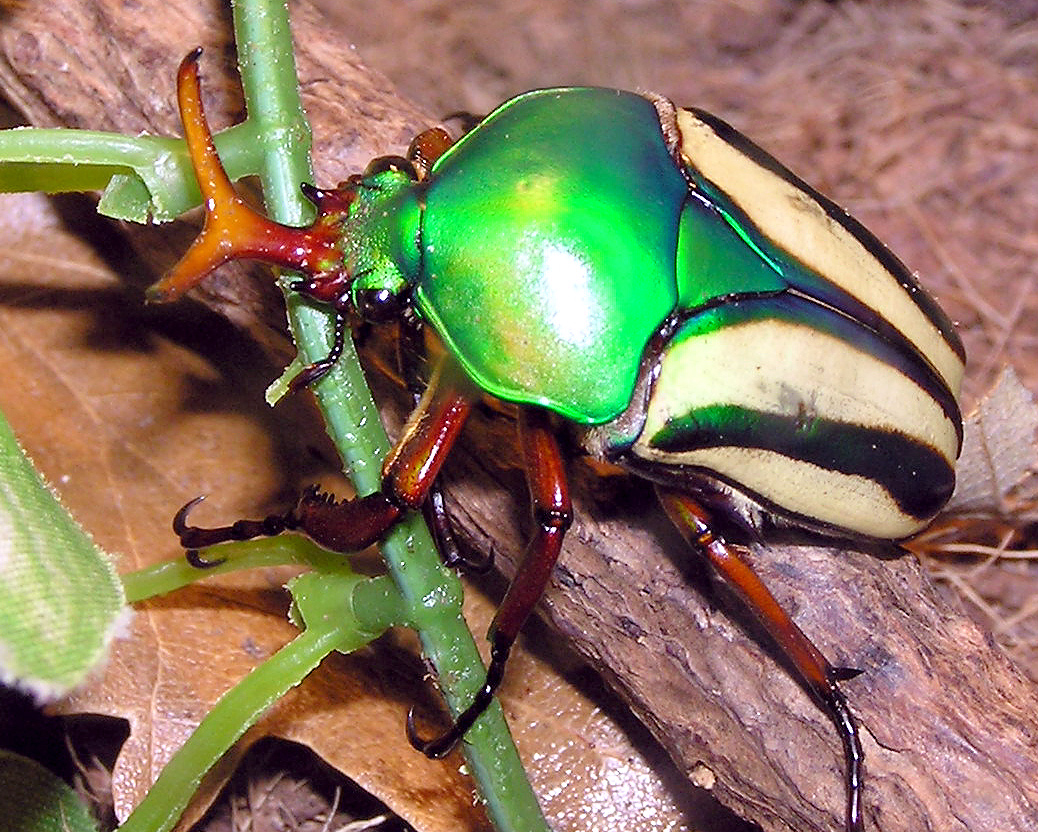
Eudicella gralli (África Central)
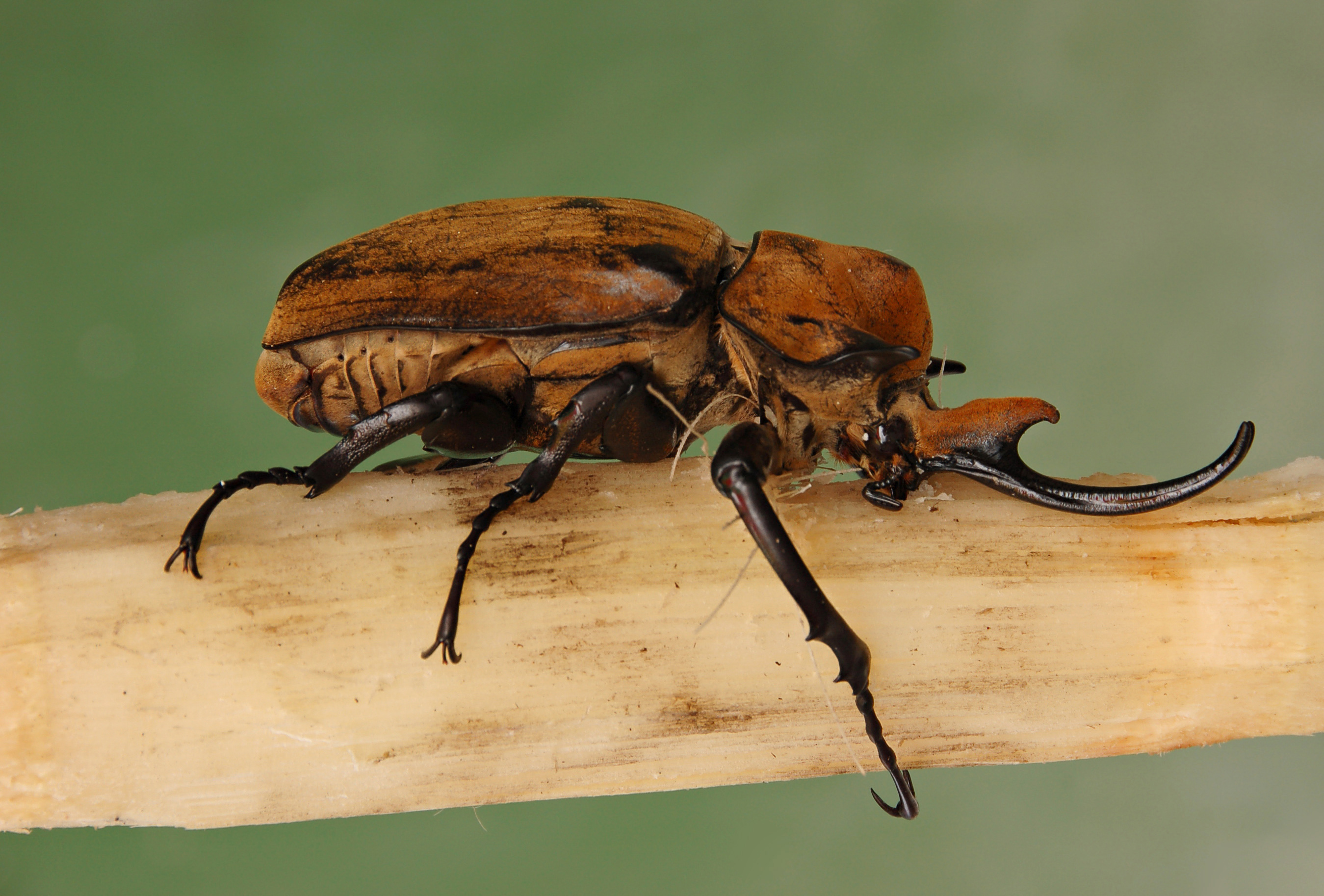
Megasoma elephas, macho, (Centroamérica)
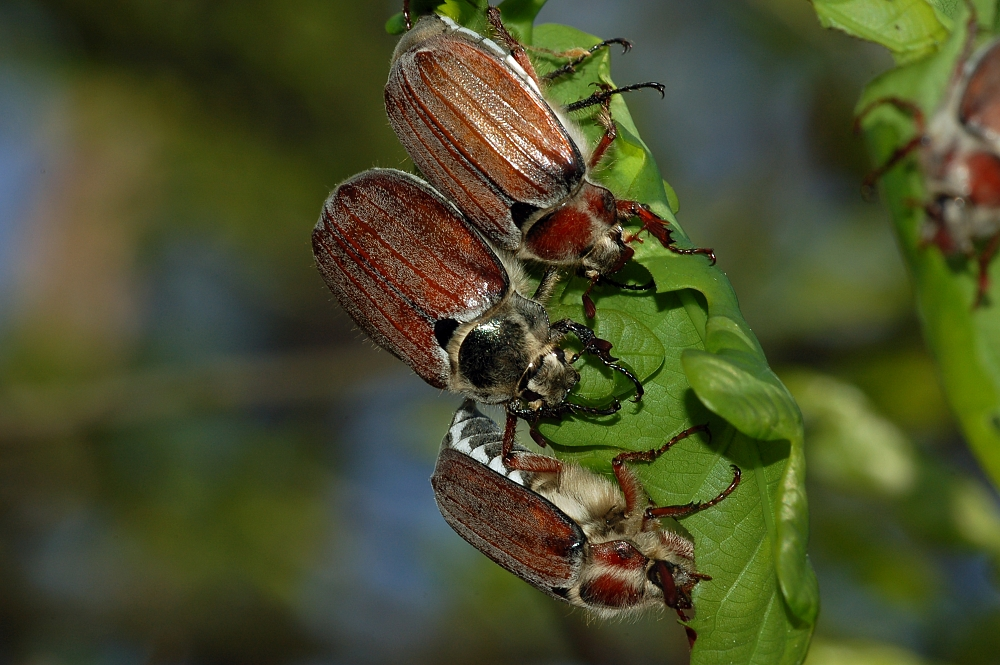
Melolontha hippocastani (Europa)
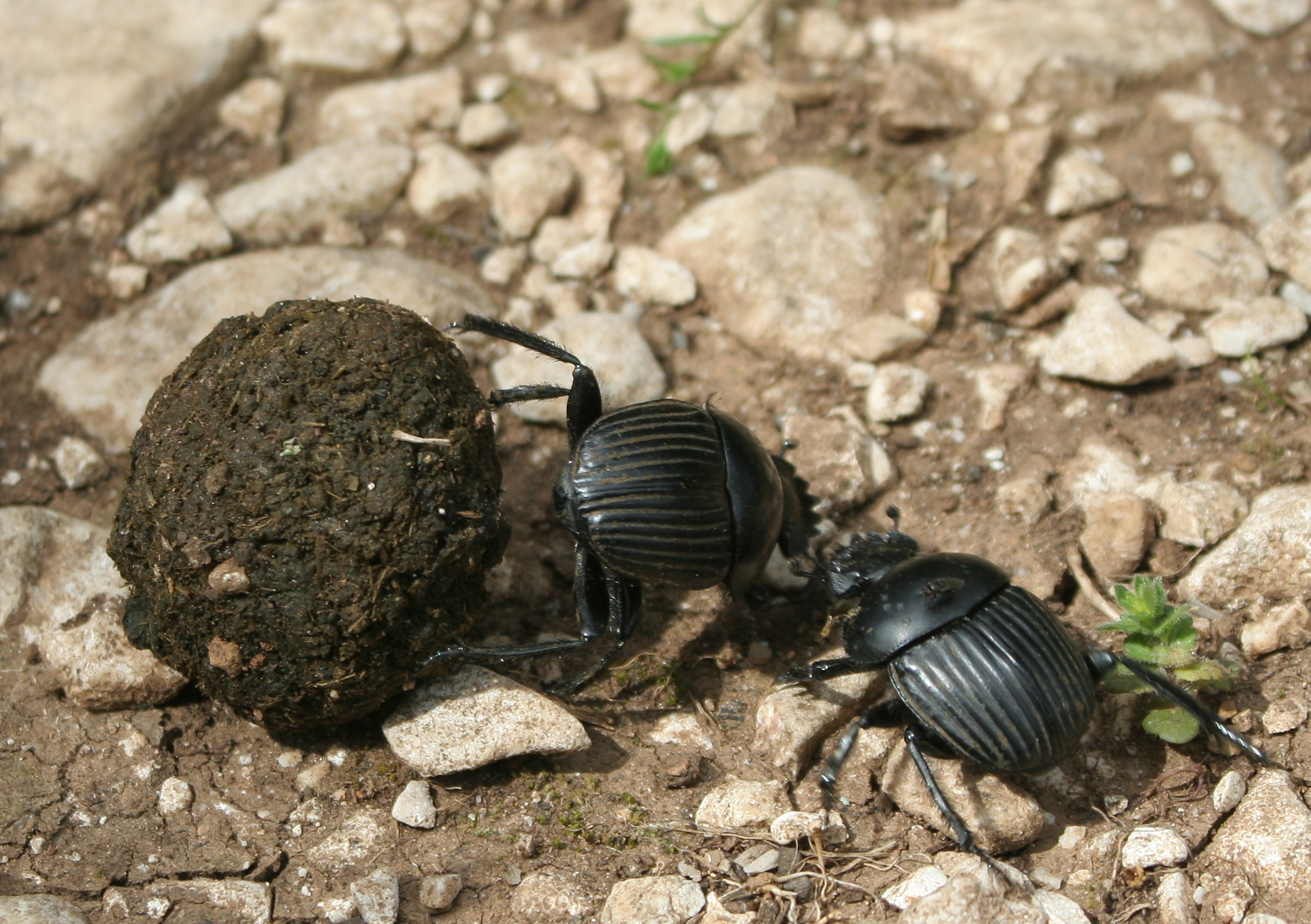
Scarabaeus laticollis (Europa)
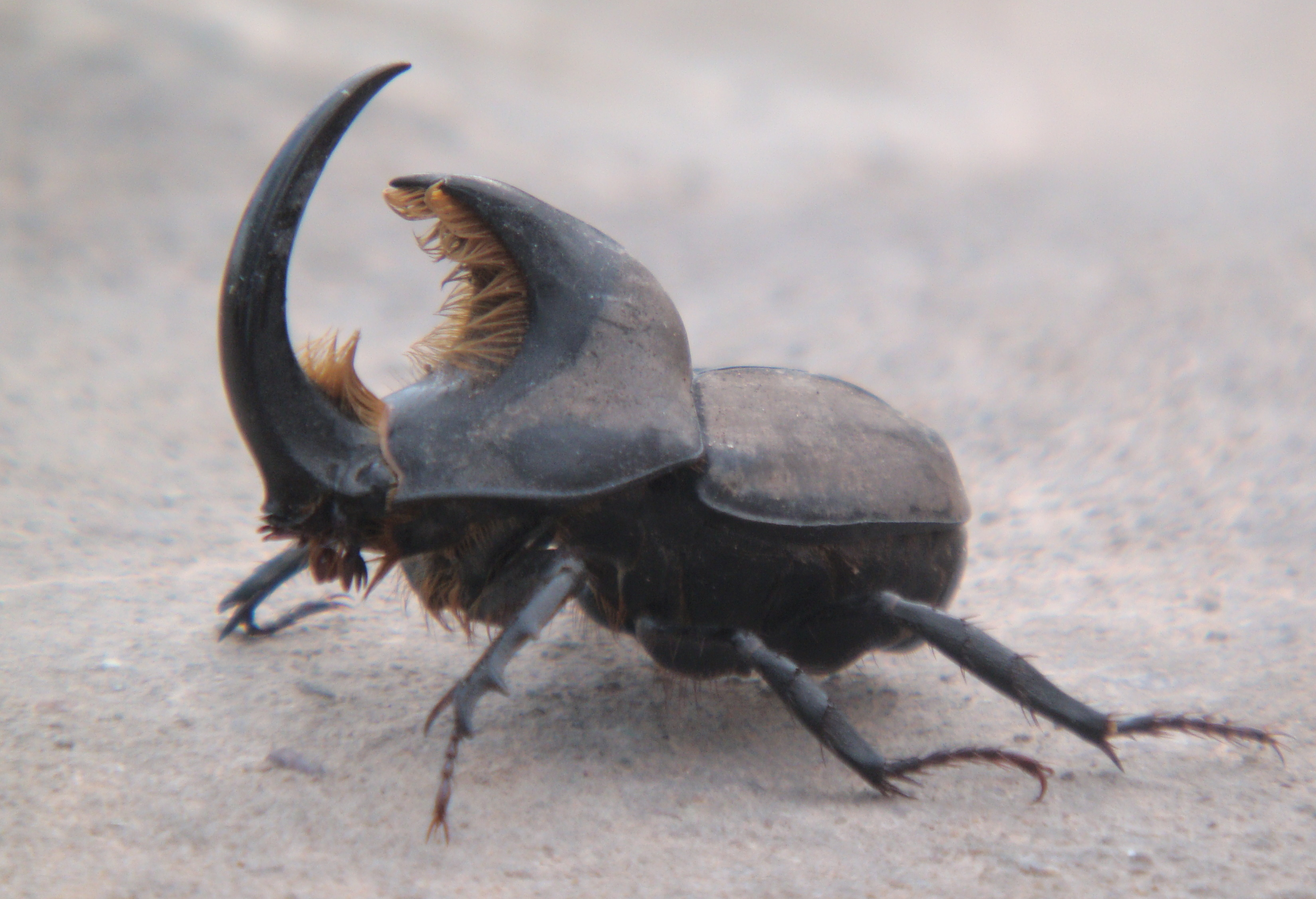
Diloboderus abderus, macho, (Argentina y Uruguay)
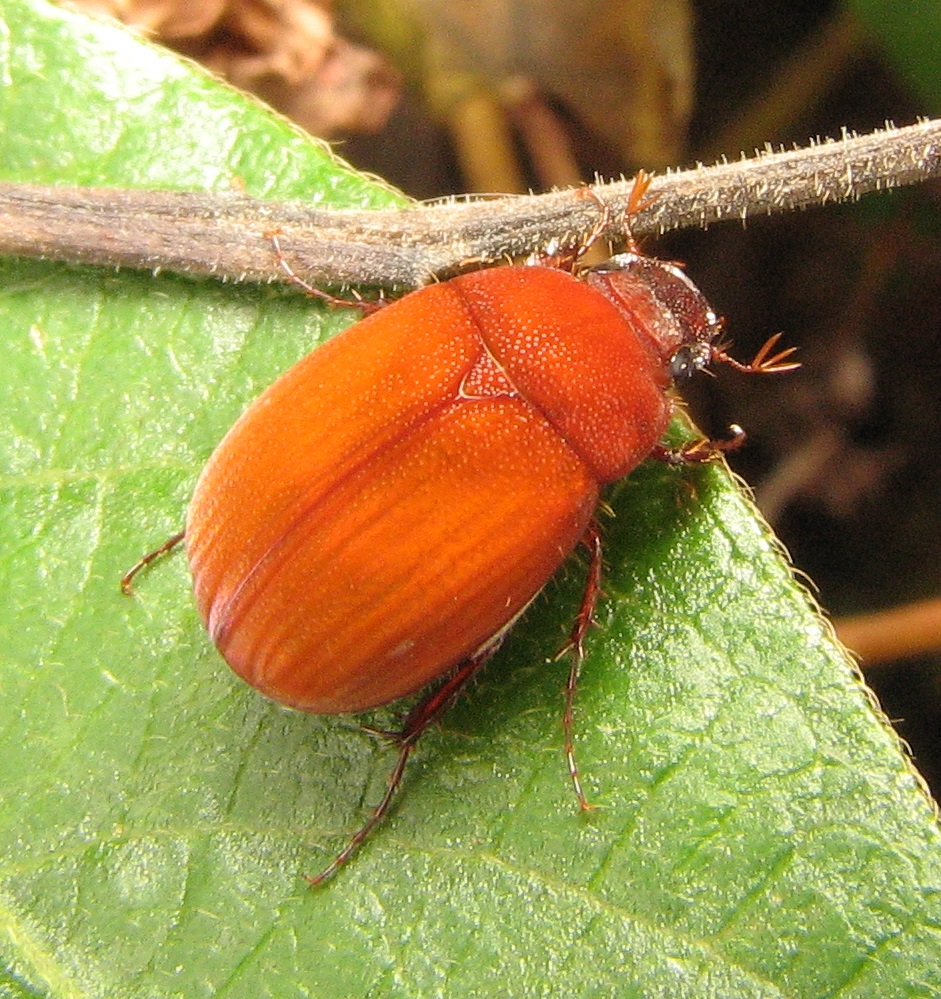
Maladera formosae, Norteamérica (especie introducida de Asia)